# Pairie de France (Ancien Régime)
Pour les articles homonymes, voir Pairie de France.

Représentation héraldique d'une couronne ducale, rehaussée du bonnet de la pairie.

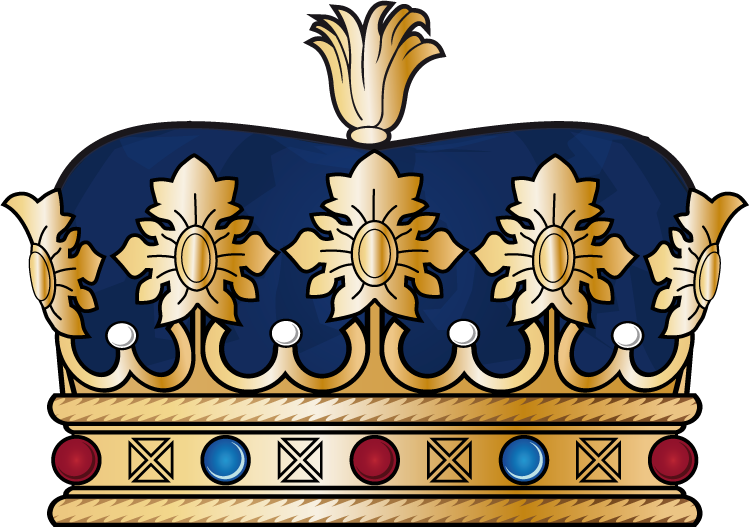
Représentation héraldique d'une couronne ducale, rehaussée du bonnet de la pairie surmonté d'une houppe d'or (codifié sous la Restauration).

Couronne et manteau des ducs et pairs de France (représentés ici avec les colliers des ordres du roi).

La pairie de France est composée des grands officiers, vassaux directs de la couronne de France, ayant le titre de pair de France. Ils représentent les électeurs primitifs à la royauté à l'époque où la primogéniture n'est pas de règle et assurent la dévolution de la couronne selon les lois fondamentales du royaume, ainsi que le choix de la régence en cas de minorité. Le nombre de pairs de France est un temps fixé à douze : six pairs ecclésiastiques et six pairs laïcs. Depuis 1180, on les voit chargés d'assurer la succession et être associés à la cérémonie du sacre où ils représentent chacun une fonction symbolique de l'investiture.
À partir de la fin du XIIIe siècle, les six pairies laïques, dont les terres sont revenues à la couronne, sont des apanages princiers, et les nouveaux pairs qui sont créés ne jouent qu'un rôle cérémoniel.
La pairie, qui est un office de la couronne et non un titre de noblesse, devient un moyen pour les rois de distinguer et de s'attacher les nobles les plus importants du royaume. Le mouvement s'accélère au XVIe siècle : le roi nomme alors de simples gentilshommes à la pairie, les hissant au sommet de la pyramide des dignités en France. Il faut, pour être pair, jouir d'un fief auquel est attachée une pairie et descendre de la première personne à qui avait été attribué l'office. Le rôle des pairs de France, à la fin de l'Ancien Régime, à la différence des pairs britanniques, est seulement honorifique. Les pairs modernes conservent des privilèges d'ordre honorifique, comme celui de siéger au Parlement de Paris et de ne pouvoir être jugés que par une cour spéciale composée d'autres pairs.
Bien que les pairs soient en principe tous égaux, leur dignité est fonction de l'ancienneté de leur création.
En 1814, Louis XVIII crée sur le modèle anglais une chambre des pairs, participant au pouvoir législatif. Lors des Cent-Jours, Napoléon nomme lui aussi des pairs de France. La Seconde Restauration de 1815 rétablit la chambre des pairs, qui sont nommés à titre héréditaire. Après la révolution de Juillet en 1830, le roi Louis-Philippe conserve la chambre des pairs, mais supprime l'hérédité de la pairie.

## Les Douze pairs de France primitifs
| \| Reims Laon Langres Beauvais Châlons Noyon Bourgogne Normandie Aquitaine Toulouse Flandres Champagne \| |
| Reims Laon Langres Beauvais Châlons Noyon Bourgogne Normandie Aquitaine Toulouse Flandres Champagne       |

En 1216, on dénombre neuf pairs : cinq ecclésiastiques (archevêque de Reims, évêques de Langres, Beauvais, Châlons-en-Champagne et Noyon) et quatre laïcs (ducs de Normandie, Bourgogne, Guyenne et comte de Champagne). En 1228 leur nombre atteignait déjà douze avec l'addition de l'évêque de Laon et des comtes de Flandres et Toulouse. Ce nombre symbolique a donné lieu à de nombreuses interprétations au fil du temps.
Dans la suite de l'Ancien Régime, la pairie devint un titre purement honorifique, et 173 fiefs furent érigés en pairie.

### Armoiries des pairs primitifs
|                      |
| Archevêque de Reims. |

|                 |
| Évêque de Laon. |

|                    |
| Évêque de Langres. |

|                     |
| Évêque de Beauvais. |

|                    |
| Évêque de Châlons. |

|                  |
| Évêque de Noyon. |

|                   |
| Duc de Normandie. |

|                 |
| Duc de Guyenne. |

|                   |
| Duc de Bourgogne. |

|                    |
| Comte de Flandres. |

|                     |
| Comte de Champagne. |

|                    |
| Comte de Toulouse. |

### Six pairs ecclésiastiques

Les statues de la basilique Saint-Remi de Reims.
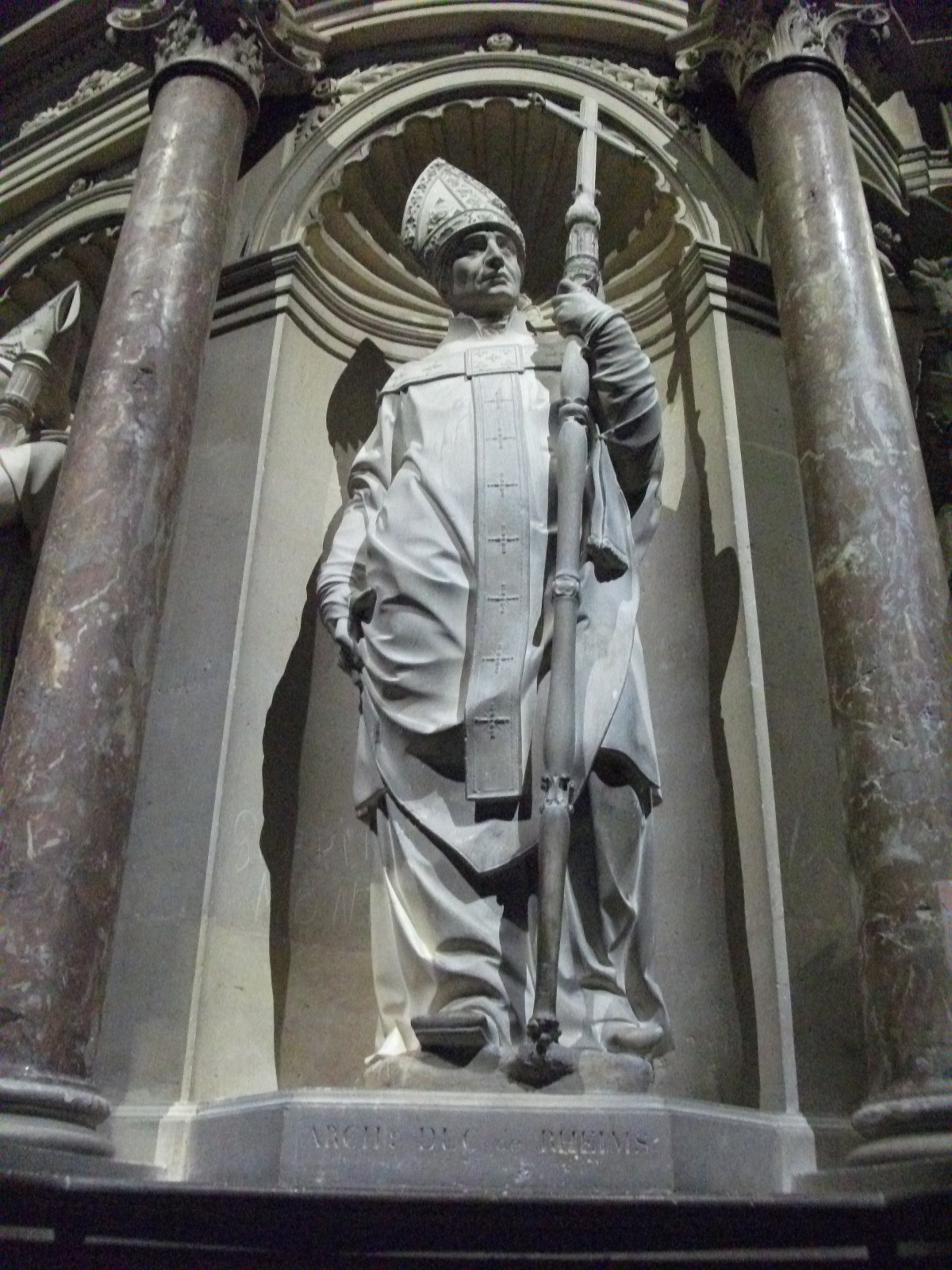
Archevêque de Reims.
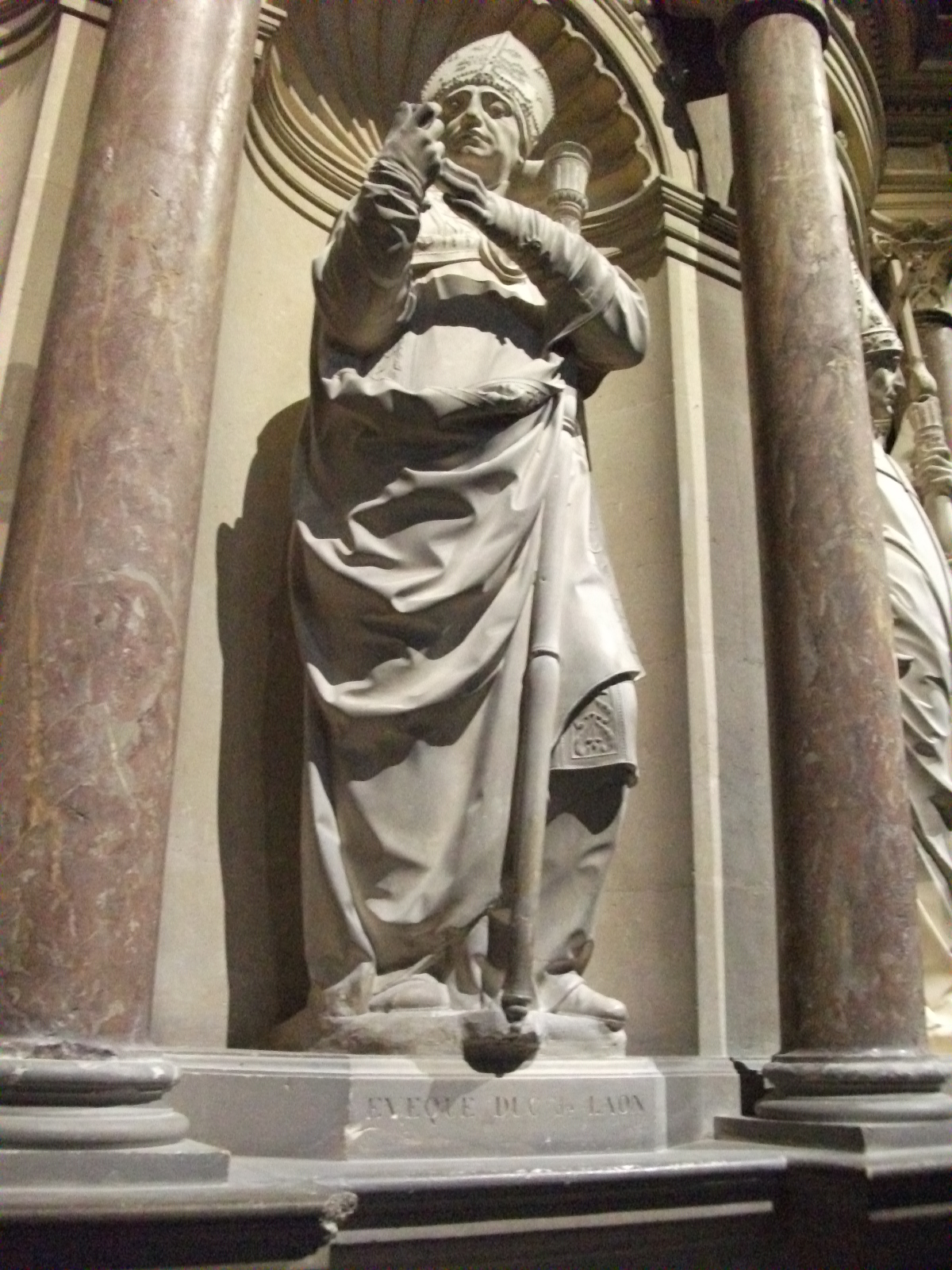
Évêque de Laon.
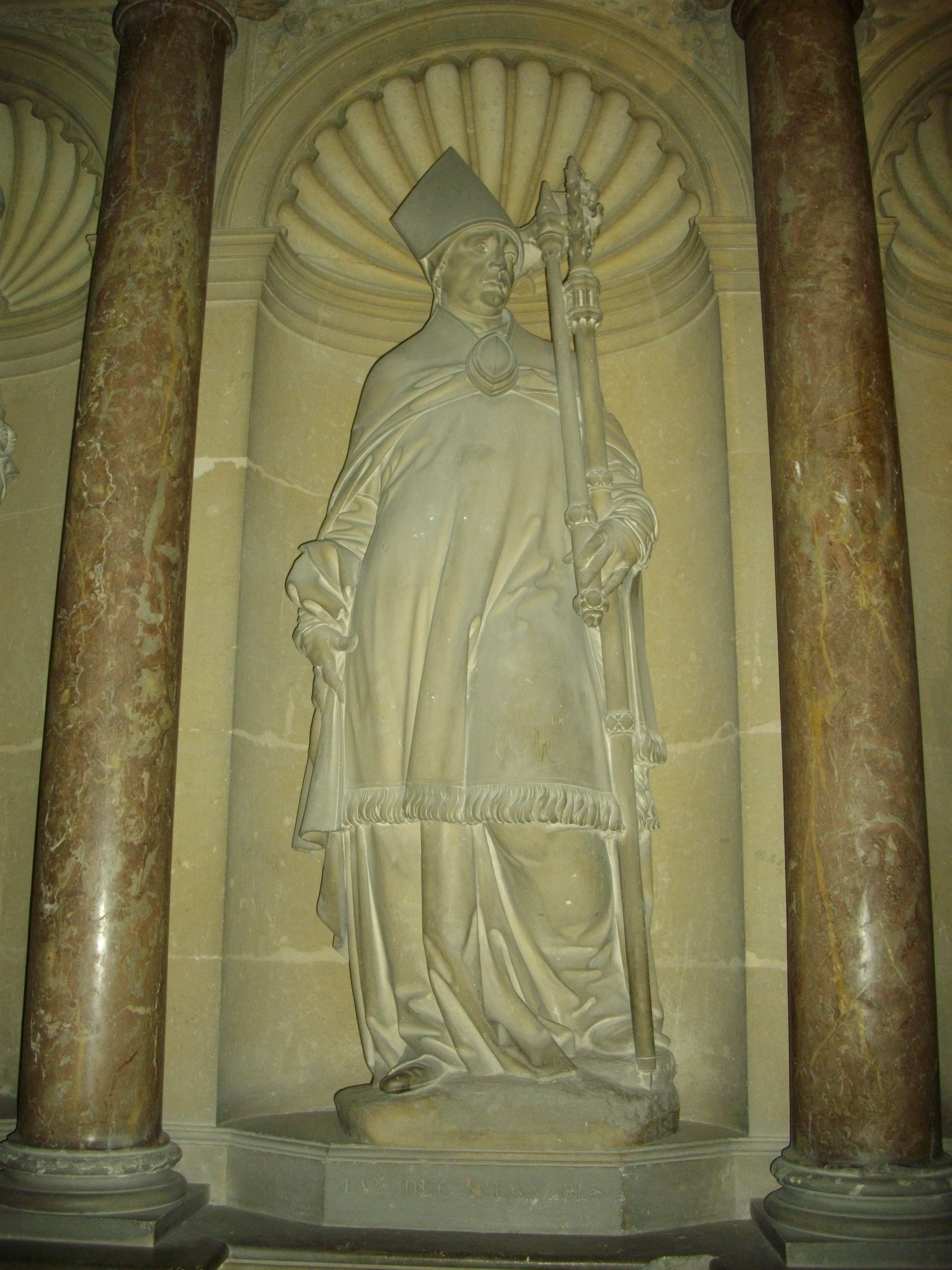
Évêque de Langres.
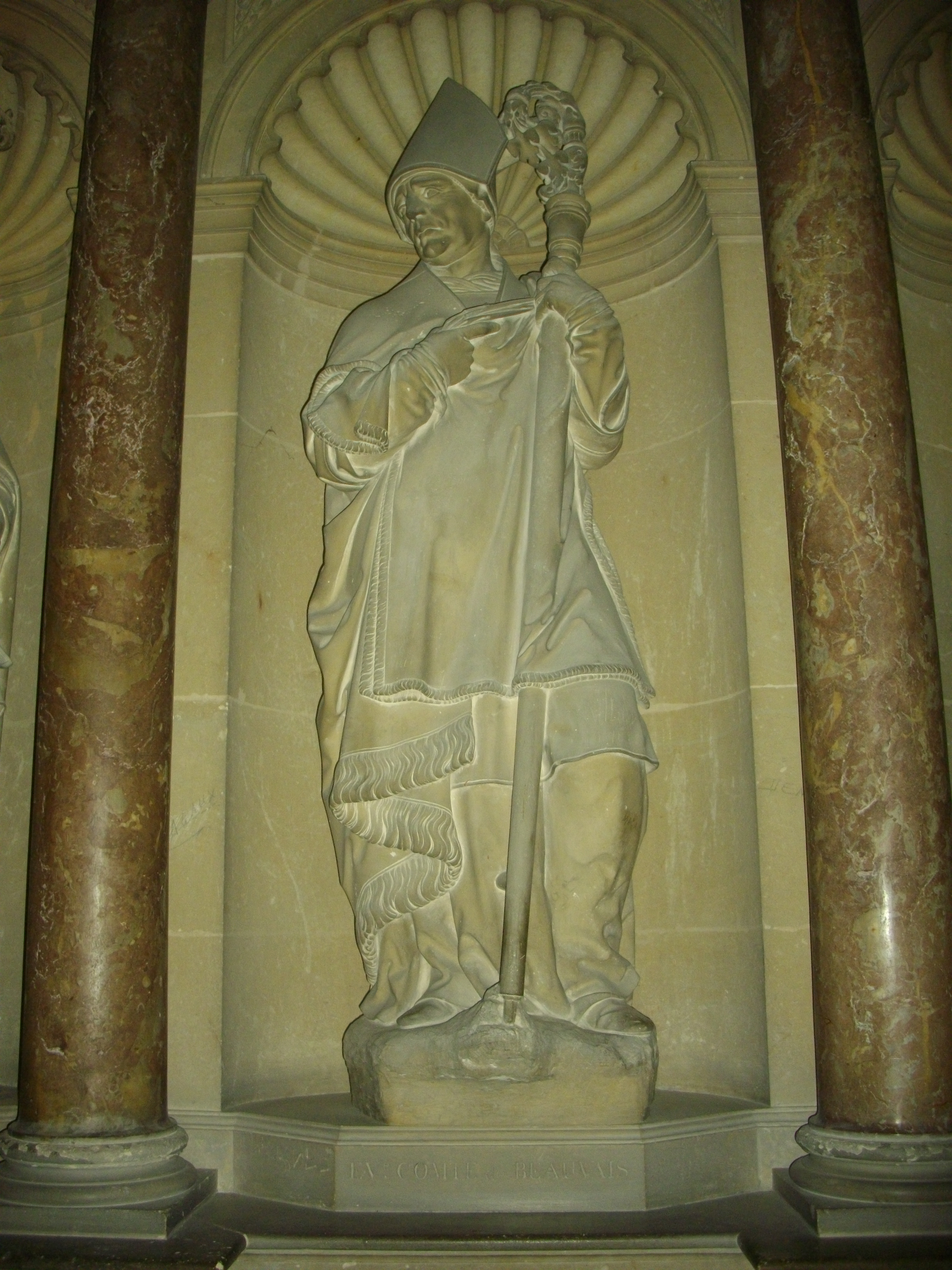
Évêque de Beauvais.
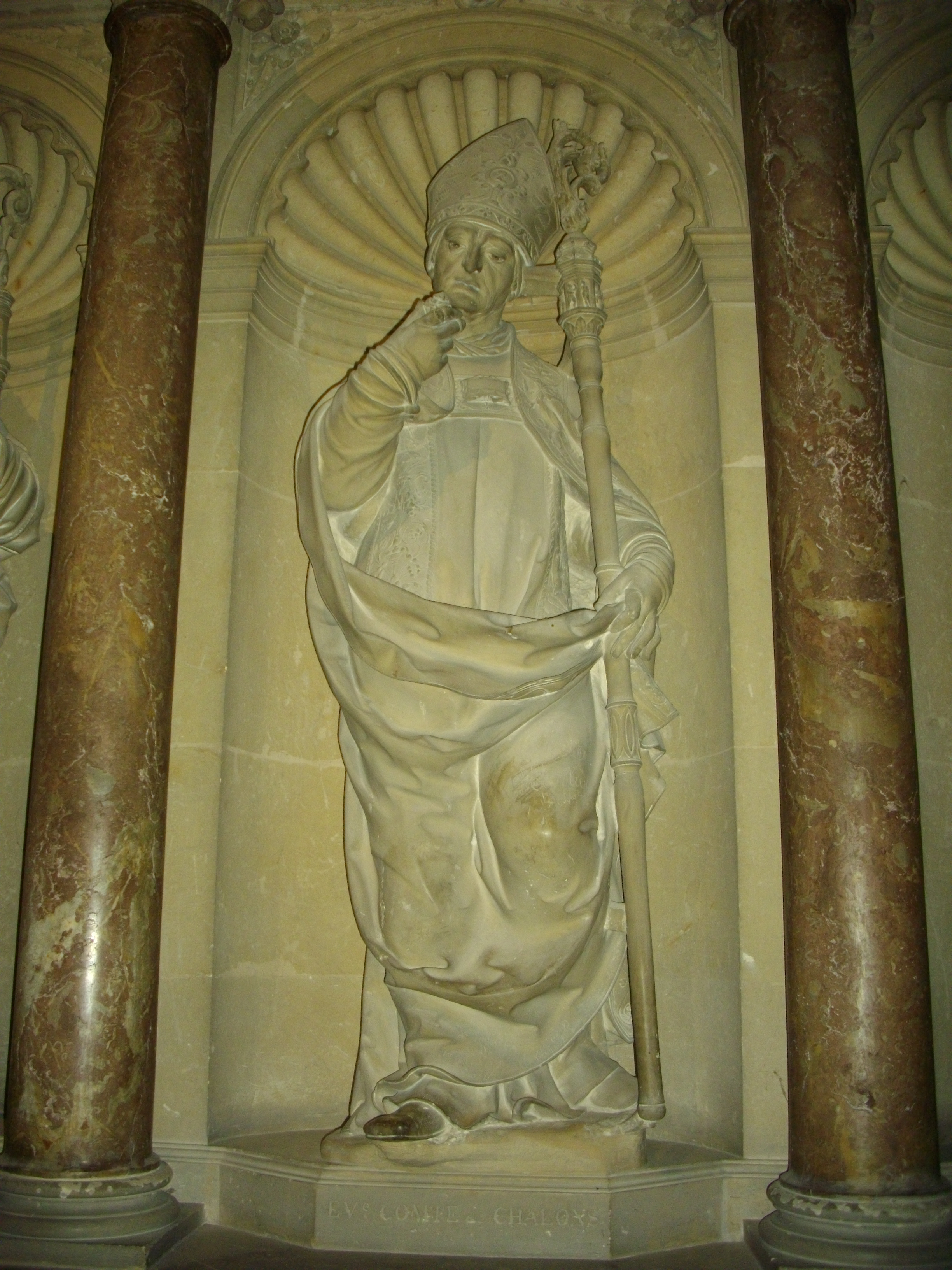
Évêque de Châlons.
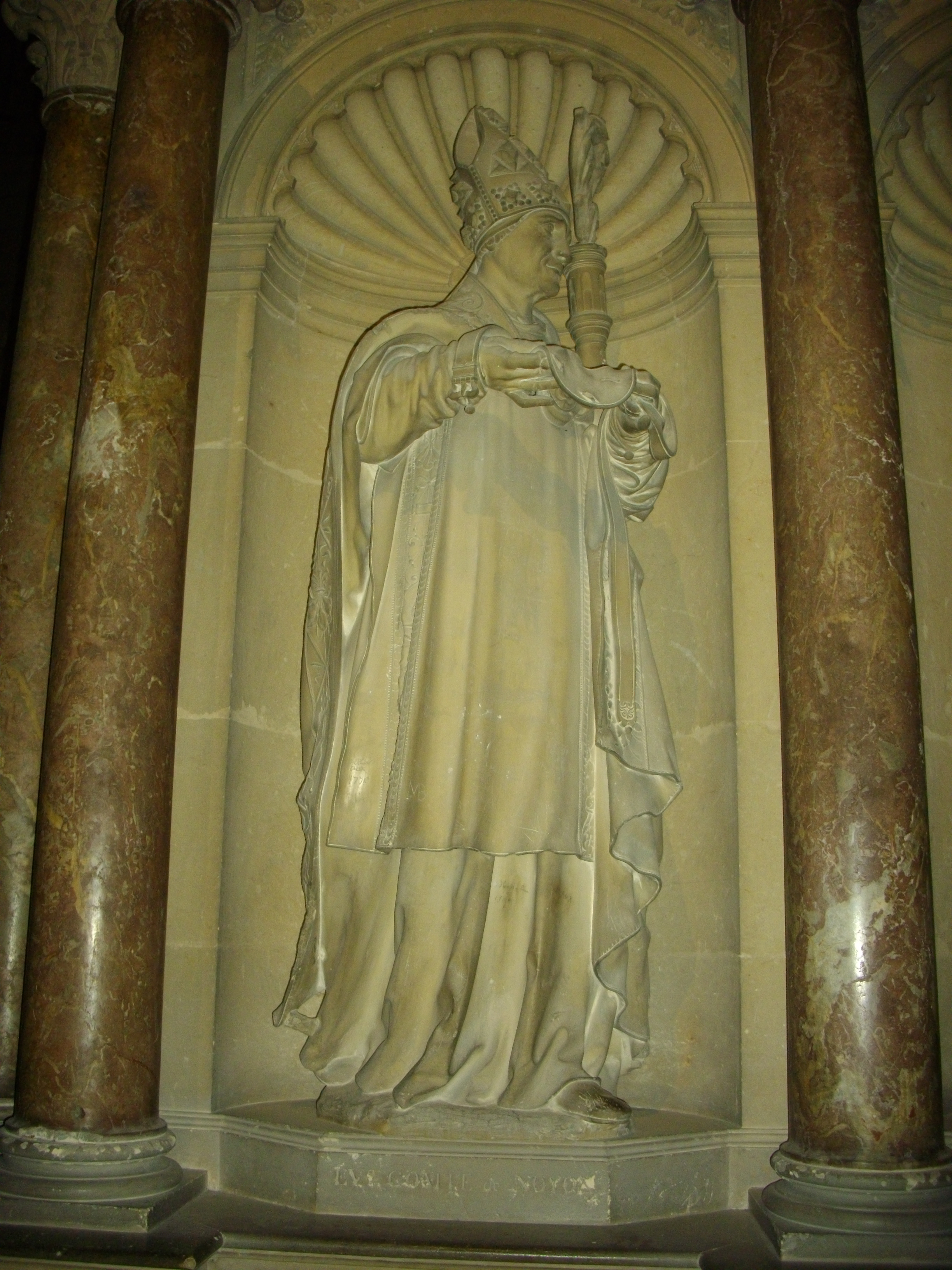
Évêque de Noyon.

#### Les archevêques-ducs de Reims

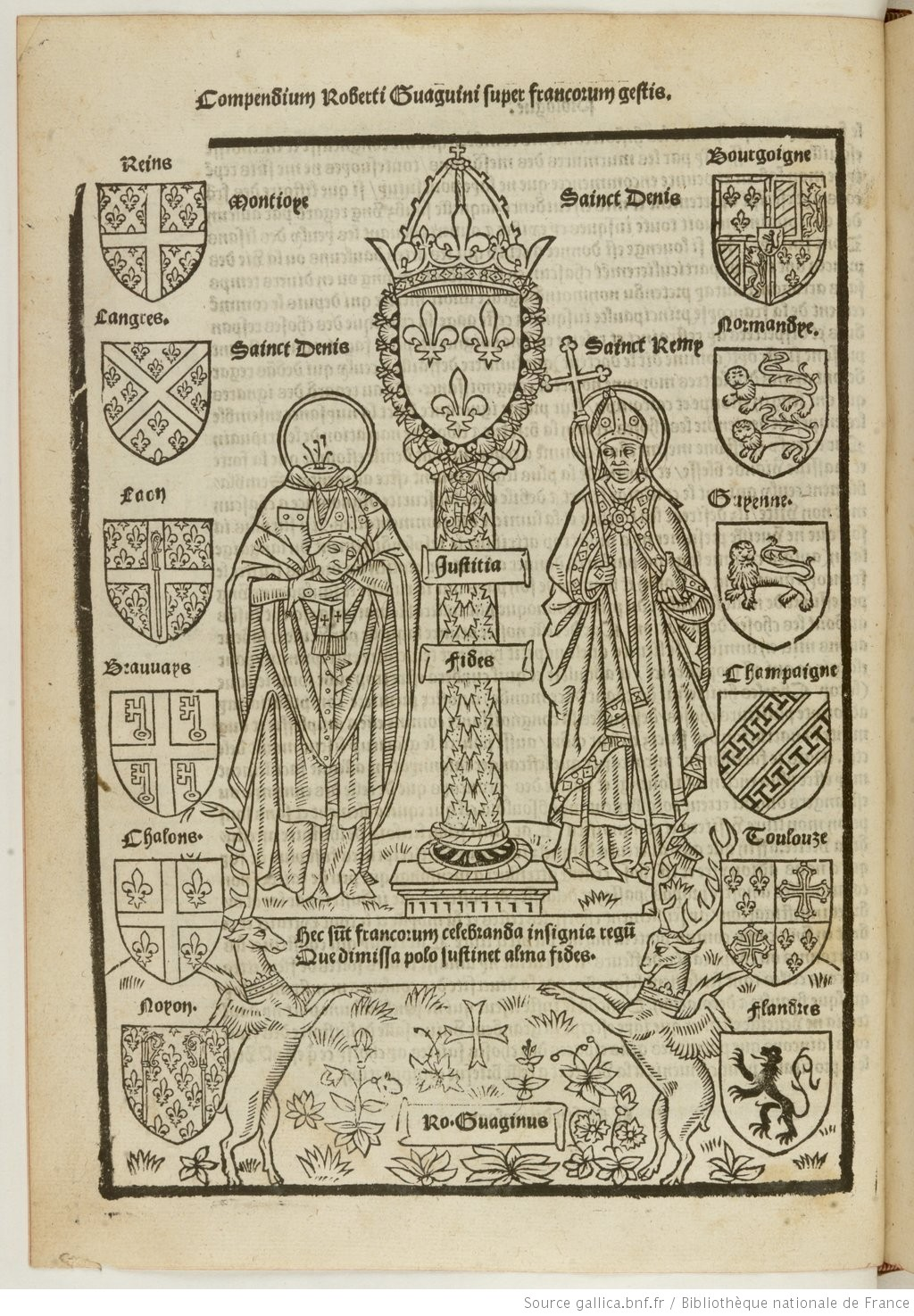
Armes des douze pairs de France, 1516.

1. 1200-1202 : Guillaume de Champagne (1135-1202).
2. 1204-1206 : Guy Paré (mort en 1206).
3. 1207-1218 : Albéric de Humbert de Hautvilliers (mort en 1218).
4. 1219-1226 : Guillaume de Joinville (mort en 1226) (précédemment à Langres).
5. 1227-1240 : Henri de Dreux (1193-1240) (précédemment à Châlons).
6. 1244-1249 : Juhel de Mathefelon (mort en 1249).
7. 1251-1263 : Thomas de Beaumetz (mort en 1263).
8. 1266-1270 : Jean Ier de Courtenay-Champignelles (1226-1270).
9. 1274-1298 : Pierre Barbet (mort en 1298).
10. 1299-1324 : Robert de Courtenay-Champignelles (1251-1324).
11. 1324-1334 : Guillaume de Trie (mort en 1334).
12. 1334-1351 : Jean II de Vienne (mort en 1351).
13. 1351-1352 : Hugues d'Arcy (mort en 1352) (précédemment à Laon).
14. 1352-1355 : Humbert II de Viennois de La Tour du Pin (1312-1355).
15. 1355-1373 : Jean III de Craon (mort en 1373).
16. 1373-1375 : Louis Thézart (mort en 1375).
17. 1375-1389 : Richard Picque de Besançon (mort en 1389).
18. 1389-1390 : Ferry Cassinel (mort en 1390).
19. 1390-1409 : Guy de Roye (mort en 1409).
20. 1409-1413 : Simon de Cramaud (mort en 1429).
21. 1413 : Pierre Trousseau (mort en 1413).
22. 1414-1444 : Renault de Chartres (mort en 1444) (précédemment à Beauvais).
23. 1449-1473 : Jean II Jouvenel des Ursins (1388-1473) (précédemment à Laon).
24. 1445-1449 : Jacques Jouvenel des Ursins (1410-1457).
25. 1473-1493 : Pierre de Laval de Montfort (mort en 1493).
26. 1493-1497 : Robert Briçonnet (mort en 1497).
27. 1497-1507 : Guillaume Briçonnet (1445-1514).
28. 1507-1508 : Charles-Dominique de Caretto (1454-1514).
29. 1508-1532 : Robert de Lénoncourt (mort en 1532).
30. 1533-1538 : Jean III de Lorraine (1498-1550).
31. 1538-1574 : Charles de Lorraine (1524-1574).
32. 1574-1588 : Louis de Lorraine (1555-1588).
33. 1591 : Philippe de Lénoncourt (1527-1591) (précédemment à Châlons).
34. 1592-1594 : Nicolas de Pellevé (1518-1594).
35. 1594-1605 : Philippe du Bec (1520-1605).
36. 1605-1621 : Louis de Lorraine (1575-1621).
37. 1622-1629 : Gabriel Gifford de Sainte-Marie (1554-1629).
38. 1629-1641 : Henri II de Guise(1614-1664).
39. 1641-1651 : Léonor d'Estampes de Valençay (1589-1651).
40. 1651-1657 : Henri II de Savoie-Nemours (1625-1659).
41. 1657-1671 : Antonio Barberini (1607-1671).
42. 1671-1710 : Charles-Maurice Le Tellier de Louvois (1642-1710).
43. 1710-1721 : François de Mailly-Nesle (1658-1721).
44. 1721-1762 : Armand-Jules de Rohan-Guémené (1695-1762).
45. 1762-1777 : Charles Antoine de La Roche-Aymon (1697-1777).
46. 1777-1790 : Alexandre-Angélique de Talleyrand-Périgord (1736-1821).

#### Les évêques-comtes puis ducs de Langres
1. 1179-1180 : Gauthier de Bourgogne, évêque-comte, assiste en 1179, comme pair à la cathédrale de Reims au sacre de Philippe-Auguste qui accorde le titre de duc à ses successeurs.
2. 1200-1205 : Hilduin de Vandœuvre (mort en 1205).
3. 1205-1210 : Robert de Châtillon (mort en 1226).
4. 1210-1219 : Guillaume de Joinville (mort en 1226).
5. 1220-1231 : Hugues de Montréal (mort en 1231).
6. 1232-1240 : Robert de Thourotte (mort en 1246).
7. 1240-1250 : Hugues de Rochecorbon (mort en 1250).
8. 1250-1266 : Guy de Rochefort (mort en 1266).
9. 1266-1293 : Guy de Genève (mort en 1293).
10. 1294-1305 : Jean de Rochefort (mort en 1305).
11. 1305-1306 : Bertrand de Goth.
12. 1306-1318 : Guillaume de Durfort de Duras (mort en 1330).
13. 1318-1324 : Louis de Poitiers (mort en 1327).
14. 1324-1329 : Pierre de Rochefort (mort en 1329).
15. 1329-1335 : Jean de Chalon (1300-1335).
16. 1335-1338 : Guy Baudet (mort en 1338).
17. 1338-1342 : Guy Des Prez (mort en 1349).
18. 1342-1344 : Jean d'Arcy (mort en 1344).
19. 1344-1345 : Hugues de Pomard (mort en 1345).
20. 1345-1374 : Guillaume de Poitiers (mort en 1374).
21. 1374-1395 : Bernard de La Tour d'Auvergne (mort en 1395).
22. 1413-1433 : Charles de Poitiers (mort en 1433) (précédemment à Châlons).
23. 1397-1413 : Louis de Bar de Mousson (mort en 1430).
24. 1413-1433 : Charles de Poitiers (mort en 1433).
25. 1433-1435 : Jean Gobillon (mort en 1435).
26. 1436-1452 : Philippe de Vienne (mort en 1452).
27. 1452-1453 : Jean d'Aussy (mort en 1453).
28. 1453-1481 : Guy Bernard (mort en 1481).
29. 1481-1497 : Jean d'Amboise (mort en 1497).
30. 1497-1512 : Jean d'Amboise (mort en 1512).
31. 1512-1529 : Michel Boudet (mort en 1529).
32. 1529-1561 : Claude de Longwy de Givry (1484-1561).
33. 1562-1565 : Louis de Bourbon, dit Jacques Helvis (mort en 1565).
34. 1565-1569 : Pierre de Gondi de Retz (1533-1616).
35. 1570-1614 : Charles de Pérusse des Cars (1522-1614).
36. 1615-1655 : Sébastien Zamet (1587-1655).
37. 1655-1670 : Louis Barbier de La Rivière (1593-1670).
38. 1671-1695 : Louis-Armand de Simiane de Gordes (1627-1695).
39. 1695-1724 : François-Louis de Clermont-Tonnerre (1658-1724).
40. 1724-1733 : Pierre de Pardaillan de Gondrin d'Antin (1692-1733).
41. 1734-1770 : Gilbert Gaspard de Montmorin de Saint-Hérem (1691-1770).
42. 1770-1790 : César-Guillaume de La Luzerne (1738-1821).

#### Les évêques-ducs de Laon
1. 1200-1207 : Roger de Rozoy (mort en 1207).
2. 1207-1210 : Renaud Surdelle (mort en 1210).
3. 1210-1215 : Robert de Châtillon (mort en 1215).
4. 1215-1238 : Anselme de Mauny de Bercenay (mort en 1238).
5. 1238-1249 : Garnier de Laon (mort en 1249).
6. 1249-1261 : Ithier de Mauny (mort en 1261).
7. 1262-1269 : Guillaume des Moustiers (mort en 1269).
8. 1270-1279 : Geoffroy de Beaumont (mort en 1279).
9. 1280-1285 : Guillaume de Châtillon-Jaligny (mort en 1285).
10. 1285-1297 : Robert de Thourotte (mort en 1297).
11. 1297-1307 : Gazon de Savigny (mort en 1307).
12. 1317-1325 : Raoul Rousselet (mort en 1325).
13. 1326-1336 : Albert de Roye (mort en 1336).
14. 1336-1339 : Roger d'Armagnac (mort en 1339).
15. 1339-1351 : Hugues d'Arcy (mort en 1352).
16. 1351-1358 : Robert Le Coq (mort en 1368).
17. 1363-1370 : Geoffroy le Meingre (mort en 1370).
18. 1370-1386 : Pierre Aycelin de Montaigut (mort en 1388).
19. 1386-1418 : Jean de Roucy (mort en 1418).
20. 1419-1444 : Guillaume de Champeaux (mort en 1444).
21. 1444-1449 : Jean Jouvenel des Ursins (1388-1473) (précédemment à Beauvais).
22. 1449-1460 : Antoine du Bec-Crespin (mort en 1472).
23. 1460-1468 : Jean de Gaucourt (mort en 1468).
24. 1468-1472 : Renaud de Bourbon (mort en 1483).
25. 1473-1509 : Charles de Luxembourg-Ligny (1447-1509).
26. 1510-1552 : Louis de Bourbon-Vendôme (1493-1556).
27. 1552-1560 : Jean Doc (mort en 1560).
28. 1564-1580 : Jean de Bours (mort en 1580).
29. 1581-1598 : Valentin Douglas (mort en 1598).
30. 1599 : François de Luxembourg (mort en 1613) (aussi duc-pair de Piney-Luxembourg).
31. 1601-1612 : Geoffroy de Billy (1536-1612).
32. 1612-1619 : Benjamin de Brichanteau de Nangis (1585-1619).
33. 1620-1652 : Philibert de Brichanteau de Nangis (1588-1652).
34. 1653-1681 : César d'Estrées (1628-1714).
35. 1681-1694 : Jean d'Estrées (1651-1694).
36. 1662-1721 : Louis Annet de Clermont de Chaste de Roussillon (1662-1721).
37. 1721-1723 : Charles de Saint-Albin (1698-1764).
38. 1723 : Henri François-Xavier de Belsunce-Castelmoron (1670-1755).
39. 1724-1741 : Étienne Joseph de La Fare (1690-1741).
40. 1741-1777 : Jean François Joseph de Rochechouart-Faudoas (1708-1777).
41. 1777-1790 : Louis Hector Honoré Maxime de Sabran (1739-1811).

#### Les évêques-comtes de Beauvais
1. 1200-1217 : Philippe de Dreux (v.1158-1217).
2. 1217-1234 : Milon de Nanteuil (mort en 1234).
3. 1234-1236 : Geoffroy de Clermont de Nelle (mort en 1236).
4. 1237-1248 : Robert de Cressonsacq (mort en 1248).
5. 1249-1267 : Guillaume de Gretz (mort en 1267).
6. 1267-1283 : Renaud de Nanteuil (de Nantolio) (mort en 1283).
7. 1283-1300 : Thibaud de Nanteuil (de Nantolio) (mort en 1300).
8. 1301-1312 : Simon de Clermont-Nesle (mort en 1312) (précédemment à Noyon).
9. 1312-1347 : Jean de Marigny (mort en 1351).
10. 1347-1356 : Guillaume Bertrand de Briquebecq (mort en 1356) (précédemment à Noyon).
11. 1356-1360 : Philippe d'Alençon (1338-1397).
12. 1360-1368 : Jean de Dormans (mort en 1373).
13. 1368-1375 : Jean d'Anguerant (mort en 1375).
14. 1375-1387 : Milon de Dormans (mort en 1387).
15. 1387-1388 : Guillaume de Vienne (mort en 1407).
16. 1388-1395 : Thomas d'Estouteville (mort en 1395).
17. 1395-1397 : Louis d'Orléans (mort en 1397).
18. 1398-1412 : Pierre de Savoisy (mort en 1412).
19. 1413 : Renaud de Chartres (mort en 1444) Châtillon.
20. 1413-1419 : Bernard de Chevenon (mort en 1419).
21. 1420-1430 : Pierre Cauchon (mort en 1442).
22. 1432-1444 : Jean II Jouvenel des Ursins (1388-1473).
23. 1444-1462 : Guillaume de Hellande (mort en 1462).
24. 1462-1487 : Jean de Bar (mort en 1487).
25. 1487-1503 : Antoine Dubois (mort en 1537).
26. 1488-1521 : Louis de Villiers de L'Isle-Adam (mort en 1521).
27. 1523-1530 : Antoine Lascaris de Tende (mort en 1546).
28. 1530-1535 : Charles de Villiers de L'Isle-Adam (mort en 1535).
29. 1535-1569 : Odet de Coligny de Châtillon (1515-1571).
30. 1569-1575 : Charles de Bourbon (1523-1590) (aussi duc-pair de Graville).
31. 1575-1593 : Nicolas Fumée (mort en 1593).
32. 1595-1616 : René Potier de Blancmesnil (1574-1616).
33. 1617-1650 : Augustin Potier de Blancmesnil (mort en 1650).
34. 1650-1679 : Nicolas Choart de Buzenval (1611-1679).
35. 1679-1713 : Toussaint de Forbin-Janson (1629-1713).
36. 1713-1728 : François-Honoré-Antoine de Beauvilliers de Saint-Aignan (1682-1751).
37. 1728-1772 : Étienne-René Potier de Gesvres (1697-1774).
38. 1772-1790 : François-Joseph de La Rochefoucauld-Bayers (1727-1792).

#### Les évêques-comtes de Châlons
1. 1200-1201 : Rotrou du Perche (mort en 1201).
2. 1201-1215 : Gérard de Douai (mort en 1215).
3. 1215-1226 : Guillaume II du Perche (mort en 1226).
4. 1226-1227 : Henri de Dreux (1193-1240).
5. 1228-1237 : Philippe de Merville de Nemours (mort en 1237).
6. 1238-1247 : Geoffroy de Grandpré (mort en 1247).
7. 1248-1261 : Pierre de Hans (mort en 1261).
8. 1263-1271 : Conon de Vitry (mort en 1271).
9. 1271-1273 : Arnoul de Los de Chiny (mort en 1273).
10. 1274-1277 : Boson (mort en 1278).
11. 1277-1284 : Rémi de Saint-Jean de Sommetourbe (mort en 1284).
12. 1284-1312 : Jean de Châteauvillain (mort en 1312).
13. 1313-1328 : Pierre II de Latilly (mort en 1328).
14. 1328-1335 : Simon de Châteauvillain (mort en 1335).
15. 1335-1338 : Philippe III de Melun (mort en 1345).
16. 1339 : Jean II de Mandevillain (mort en 1339).
17. 1340-1351 : Jean Happe (mort en 1351).
18. 1352-1356 : Regnaud de Chauveau (mort en 1356).
19. 1357-1389 : Archambaud de Lautrec (mort en 1389).
20. 1390-1413 : Charles de Poitiers (mort en 1433).
21. 1413-1420 : Louis de Bar de Mousson (mort en 1430) (précédemment à Langres).
22. 1420-1438 : Jean de Sarrebruck (mort en 1438).
23. 1439 : Jean Tudert (mort en 1439).
24. 1439-1453 : Guillaume Le Tur (mort en 1453).
25. 1453-1503 : Geoffroy Floreau de Saint-Géran (mort en 1503).
26. 1503-1535 : Gilles de Luxembourg (mort en 1535).
27. 1535-1550 : Robert de Lénoncourt (v.1510-1561).
28. 1550-1556 : Philippe IV de Lenoncourt (1527-1591).
29. 1552-1560 : Jérôme Burgensis (mort en 1573).
30. 1571-1573 : Nicolas Clausse de Marchaumont (1545-1573).
31. 1574-1624 : Côme Clausse de Marchaumont (1548-1624).
32. 1624-1640 : Henri Clausse de Fleury (mort en 1640).
33. 1640-1680 : Félix Vialart de Herse (1613-1680).
34. 1680-1695 : Louis-Antoine de Noailles (1651-1729).
35. 1695-1720 : Jean-Gaston de Noailles (1669-1720).
36. 1720-1733 : Nicolas-Charles de Saulx-Tavannes (1690-1759).
37. 1733-1763 : Claude-Antoine de Choiseul-Beaupré (1697-1763).
38. 1763 : Antoine de Lastic-Sieujac (1709-1763).
39. 1764-1781 : Antoine-Eléonore-Léon Le Clerc de Juigné de Neuchelles (1728-1811).
40. 1781-1790 : Anne-Antoine-Jules de Clermont-Tonnerre (1748-1830).

#### Les évêques-comtes de Noyon
1. 1200-1221 : Étienne de Villebéon de Nemours (mort en 1221).
2. 1222-1228 : Gérard de Châtillon-Bazoches (mort en 1228).
3. 1228-1240 : Nicolas de Roye (mort en 1240).
4. 1240-1249 : Pierre Charlot de France (mort en 1249).
5. 1250-1272 : Vermond de La Boissière (mort en 1272).
6. 1272-1297 : Guy des Près (mort en 1297).
7. 1297-1301 : Simon de Clermont de Nelle (mort en 1312).
8. 1302-1303 : Pierre de Ferrières (mort en 1307).
9. 1304-1315 : André Le Moine de Crécy (mort en 1315).
10. 1315-1317 : Florent de la Boissière (mort en 1330).
11. 1317-1330 : Foucaud de Rochechouart (mort en 1343).
12. 1331-1337 : Guillaume Bertrand de Briquebecq (mort en 1356).
13. 1337-1339 : Étienne Aubert (mort en 1362).
14. 1339-1342 : Pierre André (mort en 1368).
15. 1342-1347 : Bernard Brion (mort en 1349).
16. 1347-1349 : Guy de Comborn (mort en 1349).
17. 1349-1350 : Pierre de La Forest (mort en 1349).
18. 1350-1351 : Philippe d'Arbois (v.1301-1378).
19. 1351-1352 : Jean de Meullent (mort en 1363).
20. 1352-1388 : Gilles de Lorris (mort en 1388).
21. 1388-1409 : Philippe de Moulin-Engilbert (mort en 1409).
22. 1409-1415 : Pierre de Fresnel (mort en 1418).
23. 1415-1425 : Raoul de Coucy (mort en 1425).
24. 1426-1473 : Jean de Mailly (mort en 1473).
25. 1473-1501 : Guillaume de Maraffin (mort en 1501).
26. 1501-1525 : Charles de Hangest (mort en 1528).
27. 1525-1577 : Jean de Hangest (mort en 1577).
28. 1578-1587 : Claude d'Angennes de Rambouillet (1538-1601).
29. 1588-1590 : Gabriel le Genevois de Bleigny (mort en 1593).
30. 1590-1594 : Jean Meunier (mort en 1594).
31. 1594-1595 : François-Annibal d'Estrées (1573-1670).
32. 1596-1625 : Charles de Balzac (mort en 1625).
33. 1626-1660 : Henri de Baradat (1598-1660).
34. 1660-1701 : François de Clermont-Tonnerre (1629-1701).
35. 1701-1707 : Claude-Maur d'Aubigné (1658-1719).
36. 1707-1731 : Charles-François de Châteauneuf de Rochebonne (1671-1740).
37. 1732-1733 : Claude de Rouvroy de Saint-Simon (1695-1760).
38. 1733-1766 : Jean-François de La Cropte de Bourzac (1696-1766).
39. 1766-1777 : Charles de Broglie (1734-1777).
40. 1777-1790 : Louis-André de Grimaldi de Cagnes (1736-1808).

#### Le duché-pairie de Saint-Cloud
Le duché-pairie de Saint-Cloud est le 7e duché-pairie ecclésiastique, institué en 1674 : pour les évêques de Paris. Le diocèse de Paris relevait depuis toujours de l'archevêché de Sens qui avait son hôtel à Paris, lequel subsiste toujours. Il a été érigé très tardivement en archevêché, puis en duché-pairie.
1. 1674-1695 : François Harlay de Champvallon (1625-1695).
2. 1695-1729 : Louis-Antoine de Noailles (1651-1729) (précédemment à Châlons).
3. 1729-1746 : Charles Gaspard Guillaume de Vintimille du Luc (1655-1746).
4. 1746-1746 : Jacques-Bonne Gigault de Bellefonds (1698-1746).
5. 1746-1781 : Christophe de Beaumont du Repaire (1703-1781).
6. 1781-1790 : Antoine-Éléonor-Léon Leclerc de Juigné (1728-1811) (précédemment à Châlons).

### Six pairs laïcs

Les statues de la basilique Saint-Remi de Reims
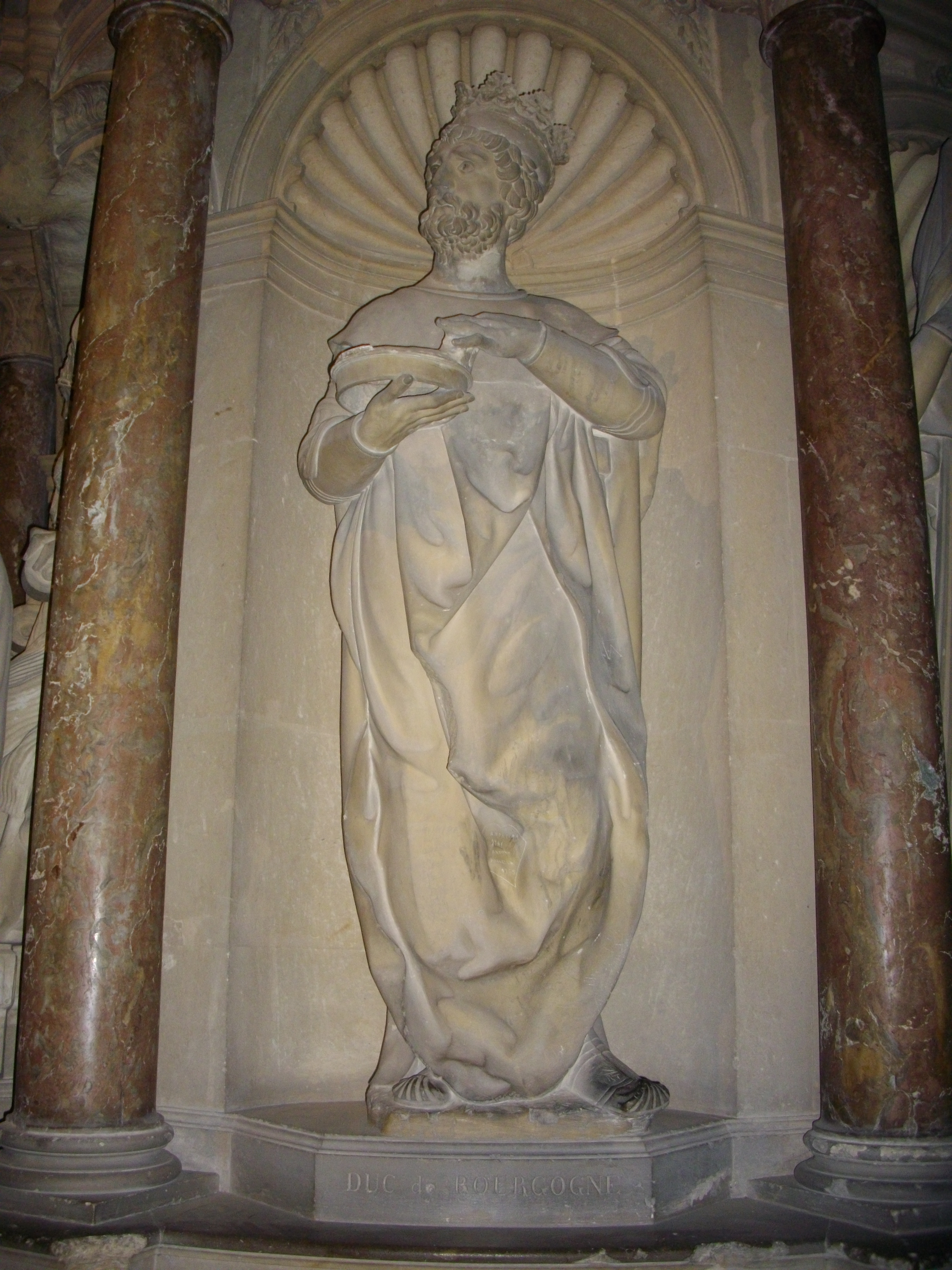
Duc de Bourgogne.
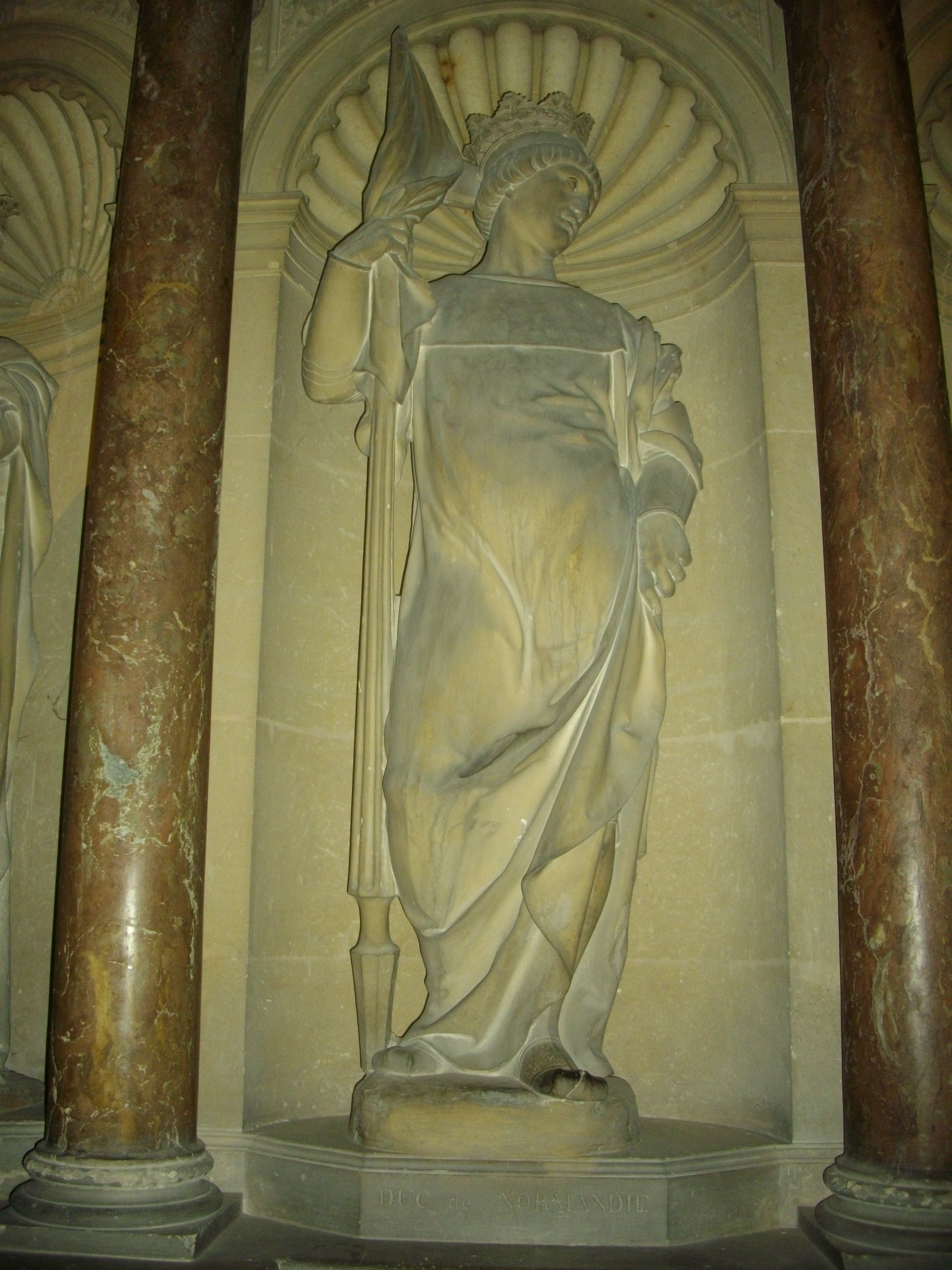
Duc de Normandie.
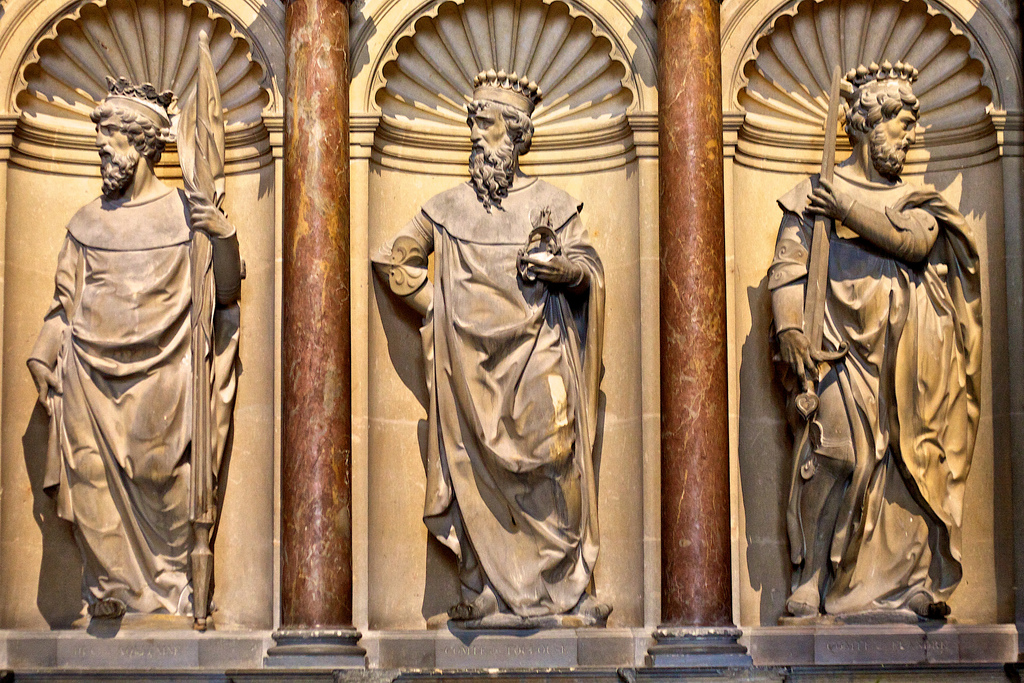
Duc d'Aquitaine, Comte de Toulouse et Comte de Flandre.
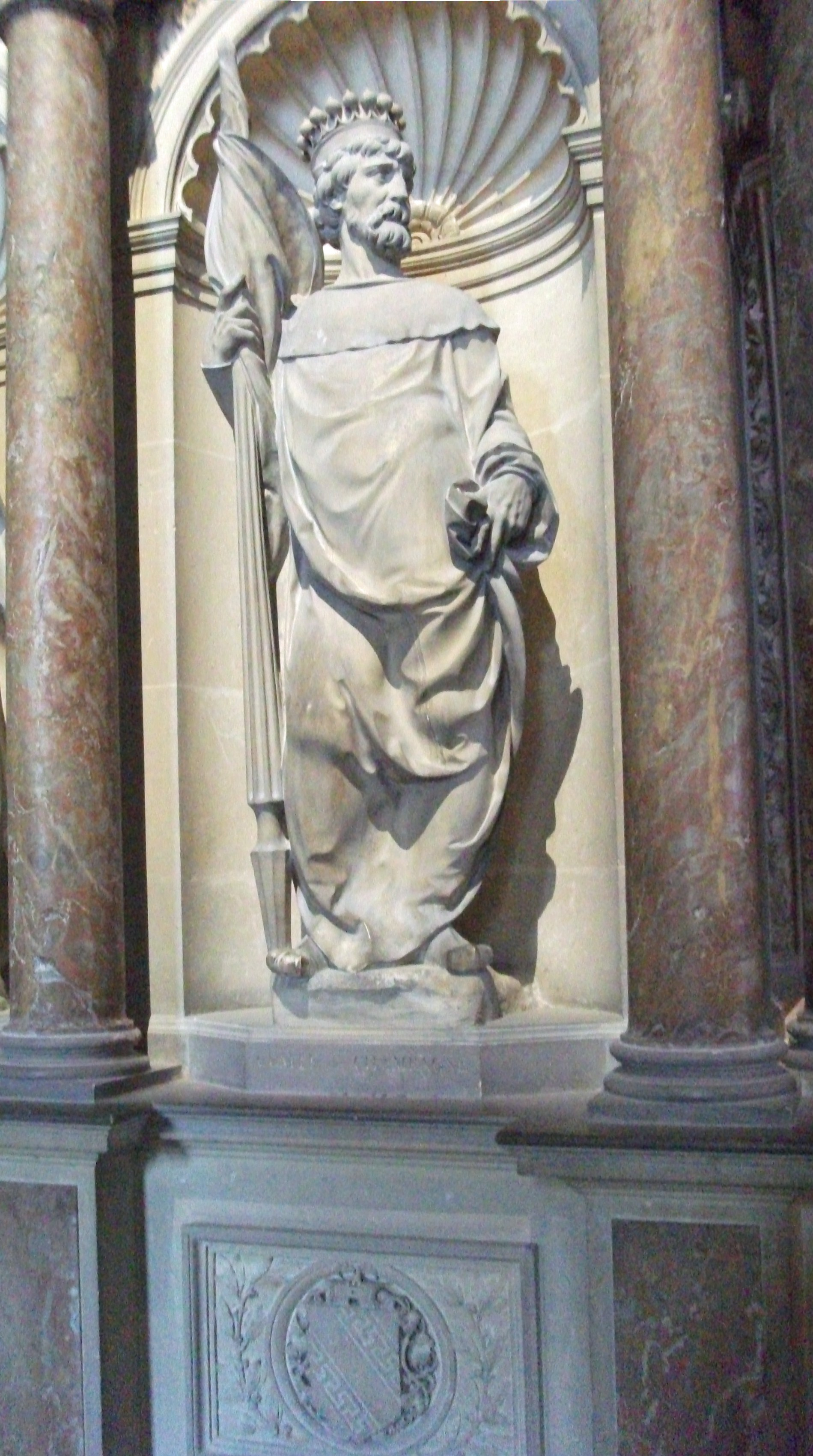
Comte de Champagne.

#### Le duché-pairie de Bourgogne
Province revenue au domaine royal en 1477.
1. Eudes III (1166-1218), duc de Bourgogne et pair de France (1193-1218).
2. Hugues IV (1213-1272), duc de Bourgogne et pair de France (1218-1272).
3. Robert II (v.1249-1306), duc de Bourgogne pair de France (1272-1306).
4. Hugues V (1294-1315), duc de Bourgogne et pair de France (1306-1315).
5. Eudes IV (1295-1349), duc de Bourgogne et pair de France (1315-1349).
6. Philippe Ier de Rouvre (1346-1361), duc de Bourgogne et pair de France (1349-1361).
7. Philippe II le Hardi (1342-1404), duc de Bourgogne et pair de France (1364-1404).
8. Jean Sans Peur (1371-1419), duc de Bourgogne et pair de France (1404-1419).
9. Philippe III le Bon (1396-1467), duc de Bourgogne et pair de France (1419-1467).
10. Charles le Téméraire (1433-1477), duc de Bourgogne et pair de France (1467-1477).

#### Le duché-pairie de Normandie
Province revenue au domaine royal en 1204.
1. Richard Ier Cœur de Lion (1157-1199), duc-pair de Normandie (1189-1199), roi d'Angleterre.
2. Jean sans Terre (1167-1216), duc-pair de Normandie (1199-1203), roi d'Angleterre.
Aucun (1203-1331).
3. Jean le Bon (1319-1364), duc-pair de Normandie (1331-1350) puis roi (Jean II) de France.
Aucun (1350-1356).
4. Charles le Sage (1338-1380), duc-pair de Normandie (1356-1364), dauphin de France puis roi (Charles V) de France.
5. Charles de France (1446-1472), duc-pair de Normandie (1465-1469) puis de Guyenne.

#### Le duché-pairie d'Aquitaine puis de Guyenne
Province revenue au domaine royal en 1453.
1. Richard Ier Cœur de Lion (1157-1199), duc-pair d'Aquitaine (1180-1199), roi d'Angleterre.
2. Jean sans Terre (1167-1216), duc-pair d'Aquitaine (1199-1203), roi d'Angleterre.
3. Henri III (1207-1272), duc-pair de Guyenne (1259-1272), roi d'Angleterre.
4. Édouard Ier (1239-1307), duc-pair de Guyenne (1272-1294 et 1299-1307), roi d'Angleterre.
5. Édouard II (1284-1327), duc-pair de Guyenne (1307-1327), roi d'Angleterre.
6. Édouard III (1312-1377), duc-pair de Guyenne (1327-1336 et 1361-1362), roi d'Angleterre.
7. Édouard le Prince Noir (1330-1376), duc-pair de Guyenne (1362-1370), prince de Galles.
8. Louis de France (1397-1415), duc-pair de Guyenne (1400-1415), dauphin de France.
9. Charles de France (1446-1472), duc-pair de Guyenne (1469-1472).

#### Le comté-pairie de Flandre
Province sortie du royaume en 1526 par le traité de Madrid qui ne fut pas ratifié et, finalement, en 1559 par les traités du Cateau-Cambrésis qui le furent.
1. Baudouin IX (1171-1206), comte-pair de Flandre (1195-1206), empereur (Baudouin Ier) de Constantinople.
2. Ferrand ou Ferdinand de Portugal (1188-1233), comte-pair de Flandre (1212-1233).
3. Thomas II de Savoie (v.1199-1259), comte-pair de Flandre (1237-1244).
4. Guillaume III de Dampierre (1224-1251), comte-pair de Flandre (1245-1251).
5. Gui Ier de Dampierre (1225-1305), comte-pair de Flandre (1251-1300).
6. Robert III de Dampierre (1249-1322), comte-pair de Flandre (1305-1322).
7. Louis Ier de Flandre (Dampierre) (v.1304-1346), comte-pair de Flandre (1322-1346).
8. Louis II de Flandre (Dampierre) (1330-1384), comte-pair de Flandre (1346-1384).
9. Marguerite III de Flandre dite Marguerite de Male (1350-1405), comtesse-pair de Flandre (1384-1405), comtesse-pair d'Artois.
10. Jean Sans Peur (1371-1419), comte-pair de Flandre (1404-1419), duc-pair de Bourgogne.
11. Philippe III de Bourgogne dit Philippe le Bon (1396-1467), comte-pair de Flandre (1419-1467), duc-pair de Bourgogne.
12. Charles le Téméraire (1433-1477), comte-pair de Flandre (1467-1477), duc-pair de Bourgogne.
13. Maximilien Ier de Habsbourg (1459-1519), comte-pair de Flandre (1477-1482) puis empereur Germanique.
14. Philippe le Beau (1478-1506), comte-pair de Flandre (1482-1506), roi (Philippe Ier) de Castille.
15. Charles Quint (1500-1558), comte-pair de Flandre (1506-1526), roi (Charles Ier d'Espagne) et empereur Germanique (Charles V).

#### Le comté-pairie de Champagne
Ne doit pas être confondu avec le titre de comte palatin de Champagne.
Province revenue au domaine royal en 1314.
1. Thibaut III de Champagne (1179-1201), comte-pair de Champagne (1197-1201).
2. Thibaut Ier de Navarre (1201-1253), comte-pair de Champagne (1201-1253), roi (Thibaut Ier) de Navarre.
3. Thibaut II de Navarre (1235-1270), comte-pair de Champagne (1253-1270), roi (Thibaut II) de Navarre.
4. Henri Ier (mort en 1274), comte-pair de Champagne (1270-1274), roi (Henri Ier) de Navarre.
5. Jeanne Ire de Navarre (1273-1305), comtesse-pair de Champagne (1274-1305), reine de Navarre.
6. Louis le Hutin (1289-1316), comte-pair de Champagne (1305-1316), roi (Louis X) de France et de Navarre.
7. Jeanne II (1311-1349), comtesse-pair de Champagne (1316-1318), reine de Navarre.
8. Charles le Mauvais (1332-1387), comte titulaire de Champagne, pair (1349-1353), roi (Charles II) de Navarre.

#### Le comté-pairie de Toulouse
Province revenue au domaine royal en 1229 et 1271.
1. Raymond VI (1156-1222), comte-pair de Toulouse (1194-1215 et 1218-1222).
2. Simon de Montfort (v.1158-1218), comte-pair de Toulouse (1215-1218).
3. Raymond VII (1197-1249), comte-pair de Toulouse (1222-1249).
4. Alphonse de Poitiers (1220-1271), comte-pair de Toulouse (1249-1271).

### Pairs laïcs honorifiques lors des sacres royaux
Sacre de Louis XI (1461) : 
- duc de Bourgogne (dernier pair authentique) : Philippe III (1396-1467), duc-pair de Bourgogne ;
- duc d'Aquitaine : Jean II (1426-1488), duc-pair de Bourbon ;
- duc de Normandie : Jean (1399-1467), comte-pair d'Angoulême ;
- comte de Flandres : Charles (1414-1464), comte-pair de Nevers ;
- comte de Champagne : Jean VIII (1428-1477), comte-pair de Vendôme ;
- comte de Toulouse : Charles (1394-1472), comte-pair d'Eu.

Sacre de Charles VIII (1484) : 
- duc de Bourgogne : Charles IV (1489-1525), duc-pair d'Alençon ;
- duc de Normandie : Pierre II (1438-1503), duc-pair de Bourbon ;
- duc d'Aquitaine : René II (1451-1508), duc de Lorraine ;
- comte de Flandres : Louis (1406-1486), comte-pair dauphin d'Auvergne ;
- comte de Champagne : Philippe de Savoie (1438-1497), comte de Bresse ;
- comte de Toulouse : François (1470-1495), comte-pair de Vendôme.

Sacre de Louis XII (1498) : 
- duc de Bourgogne : Charles IV (1489-1525), duc-pair d'Alençon ;
- duc de Normandie : Pierre II (1438-1503), duc-pair de Bourbon ;
- duc d'Aquitaine : René II (1451-1508), duc de Lorraine ;
- comte de Champagne : Engilbert de Clèves (1462-1506), comte-pair de Nevers ;
- comte de Flandres : Philippe de Clèves (1459-1528), seigneur de Ravenstein ;
- comte de Toulouse : Jean de Foix (1450-1500), comte d'Étampes.

Sacre de François Ier (1515) : 
- duc de Bourgogne : Charles IV (1489-1525), duc-pair d'Alençon ;
- duc de Normandie : Antoine (1489-1544), duc de Lorraine ;
- duc d'Aquitaine : François de Bourbon-Montpensier (1492-1515), duc de Chatellerault ;
- comte de Flandres : Charles IV (1489-1537), duc-pair de Vendôme ;
- comte de Champagne : François (1491-1545), comte de Saint-Pol ;
- comte de Toulouse : Louis (1473-1520), prince de la Roche-sur-Yon.

Sacre d'Henri II (1547) : 
- duc de Bourgogne : Henri II (1503-1555), roi de Navarre, comte-pair de Foix ;
- duc de Normandie : Antoine (1518-1562), duc-pair de Vendôme ;
- duc d'Aquitaine : Claude de Lorraine (1496-1550), duc de Guise ;
- comte de Toulouse : François Ier de Clèves (1516-1562), duc-pair de Nevers ;
- comte de Flandres : Louis (1513-1582), comte dauphin d'Auvergne ;
- comte de Champagne : François de Lorraine (1519-1563), duc d'Aumale.

Sacre de François II (1559) : 
- duc de Bourgogne : Antoine (1518-1562), roi de Navarre, duc-pair de Vendôme ;
- duc de Normandie : François de Lorraine (1519-1563), duc de Guise ;
- duc d'Aquitaine : François Ier de Clèves (1516-1562), duc-pair de Nevers ;
- comte de Toulouse : Louis (1513-1582), comte dauphin d'Auvergne ;
- comte de Flandres : Claude II (1526-1573), duc d'Aumale ;
- comte de Champagne : Anne (1493-1567), duc de Montmorency.

Sacre de Charles IX (1561) : 
- duc de Bourgogne : Alexandre-Édouard (1551-1589), duc-pair d'Orléans, futur Henri III ;
- duc de Normandie : Antoine (1518-1562), roi de Navarre, duc-pair de Vendôme ;
- duc d'Aquitaine : François de Lorraine (1519-1563), duc de Guise ;
- comte de Toulouse : François Ier de Clèves (1516-1562), duc-pair de Nevers ;
- comte de Flandres : Louis (1513-1582), comte dauphin d'Auvergne ;
- comte de Champagne : Claude II (1526-1573), duc d'Aumale.

Sacre d'Henri III (1575) : 
- duc de Bourgogne : François (1555-1584), duc-pair d'Alençon ;
- duc de Normandie : Henri III (1553-1610), roi de Navarre, duc-pair de Vendôme, futur Henri IV ;
- duc d'Aquitaine : Henri de Lorraine (1550-1588), duc de Guise ;
- comte de Toulouse : Louis IV (1539-1595), duc-pair de Nevers ;
- comte de Flandres : Charles Ier (1555-1630), duc d'Aumale ;
- comte de Champagne: Charles de Guise (1554-1611), duc de Mayenne.

Sacre d'Henri IV (1594) : 
- duc de Bourgogne : François (1558-1614), prince de Conti ;
- duc de Normandie : Charles (1566-1612), comte de Soissons ;
- duc d'Aquitaine : Henri (1573-1608), duc de Montpensier ;
- comte de Toulouse : François de Luxembourg (1542-1613), duc de Piney ;
- comte de Flandres : Albert de Gondi (1522-1602), duc de Retz ;
- comte de Champagne : Anne de Lévis (1569-1622), duc de Ventadour.

Sacre de Louis XIII (1610) :
- duc de Bourgogne : Henri II de Bourbon (1588-1646), prince de Condé ;
- duc de Normandie : François de Bourbon (1558-1614), prince de Conti ;
- duc d'Aquitaine : Charles (1566-1612), comte de Soissons ;
- comte de Toulouse : Charles III (1580-1637), duc-pair de Nevers ;
- comte de Flandres : Charles II (1596-1657), duc d'Elbeuf ;
- comte de Champagne : Jean-Louis de Nogaret de La Valette (1554-1642), duc d'Épernon.

Sacre de Louis XIV (1654) :
- duc de Bourgogne : Philippe (1640-1701), duc d'Anjou ;
- duc de Normandie : César (1594-1665), duc-pair de Vendôme ;
- duc d'Aquitaine : Charles II (1596-1657), duc d'Elbeuf ;
- comte de Toulouse : Bernard de Nogaret de La Valette (1592-1661), duc d'Épernon ;
- comte de Flandres : Artus Gouffier (1627-1696), duc de Roannez ;
- comte de Champagne : Ambroise-François de Bournonville (1619-1693), duc de Bournonville.

Sacre de Louis XV (1722) :
- duc de Bourgogne : Philippe (1674-1723), duc d'Orléans ;
- duc de Normandie : Louis d'Orléans (1703-1752), duc de Chartres ;
- duc d'Aquitaine : Louis-Henri (1692-1740), duc de Bourbon ;
- comte de Toulouse : Charles de Bourbon (1700-1760), comte de Charolais ;
- comte de Flandres : Louis de Bourbon-Condé (1709-1771), comte de Clermont-en-Argonne ;
- comte de Champagne : Louis-Armand de Bourbon (1695-1727), prince de Conti.

Sacre de Louis XVI (1775) : 
- duc de Bourgogne : Louis-Stanislas-Xavier (1755-1824), comte de Provence, futur Louis XVIII ;
- duc de Normandie : Charles-Philippe (1757-1836), comte d'Artois, futur Charles X ;
- duc d'Aquitaine : Louis-Philippe (1725-1785), duc d'Orléans ;
- comte de Toulouse : Louis-Philippe d'Orléans (1747-1793), duc de Chartres ;
- comte de Flandres : Louis-Joseph de Bourbon (1736-1818), prince de Condé ;
- comte de Champagne : Louis-Henri (1756-1830), duc de Bourbon.

## Pairs tardifs

### XIIIesiècle
Le duché-pairie de Bretagne : 14 titulaires, pairie en 1239 (plusieurs ducs la refusèrent)[réf. nécessaire].
1. Jean II (1239-1305), duc-pair de Bretagne (1239-1305).
2. Arthur II (1262-1312), duc-pair de Bretagne (1305-1312).
3. Jean III (1286-1341), duc-pair de Bretagne (1312-1341).
4. Charles de Blois (1319-1364), duc-pair de Bretagne (1341-1364).
5. Jean IV (1341-1399), duc-pair de Bretagne (1365-1399).
6. Jean V (1389-1442), duc-pair de Bretagne (1399-1442).
7. François Ier (1414-1450), duc-pair de Bretagne (1442-1450).
8. Pierre II (1418-1457), duc-pair de Bretagne (1450-1457).
9. Arthur III (1393-1458), duc de Bretagne (1457-1458) a refusé d'être considéré pair de France.
10. François II (1435-1488), duc-pair de Bretagne (1458-1488).
11. Anne (1477-1514), duchesse-pair de Bretagne (1488-1514), reine de France.
12. Claude de France (1499-1524), duchesse-pair de Bretagne (1514-1524), reine de France.
13. François de France (1518-1536), duc-pair de Bretagne (1524-1536), dauphin de France.
14. Henri de France (1519-1559), duc-pair de Bretagne (1536-1547), dauphin de France puis roi (Henri II) de France.

Le comté-pairie puis duché-pairie d'Anjou : 12 titulaires, pairie en 1297 (apanage plusieurs fois revenu au domaine royal).
1. Charles Ier de Valois (1270-1325), comte-pair d'Anjou (1297-1325).
2. Philippe de Valois (1293-1350), comte-pair d'Anjou (1325-1328) puis roi (Philippe VI) de France.
3. Jean le Bon (1319-1364), comte-pair d'Anjou (1331-1350) et duc-pair de Normandie puis roi (Jean II) de France.
4. Louis Ier d'Anjou (1339-1384), comte puis duc d'Anjou, pair (1356-1384).
5. Louis II d'Anjou (1377-1417), duc-pair d'Anjou (1384-1417), roi de Naples.
6. Louis III d'Anjou (1403-1434), duc-pair d'Anjou (1417-1434).
7. René Ier d'Anjou (1409-1480), duc-pair d'Anjou (1434-1480), roi de Naples.
8. Charles d'Anjou (1446-1481), duc-pair d'Anjou (1480-1481).
9. Louise de Savoie (1476-1531), duchesse-pair d'Anjou (1515-1531).
10. Henri de France (1551-1589), duc-pair d'Anjou (1566-1574) puis roi (Henri III) de France.
11. François de France (1555-1584), duc-pair d'Anjou (1576-1584).
12. Louis de France (1755-1824), duc-pair d'Anjou (1771-1790) puis roi (Louis XVIII) de France.

Le comté-pairie d'Artois : 14 titulaires, pairie en 1297 (apanage plusieurs fois revenu au domaine royal).
1. Robert II d'Artois (1250-1302), comte-pair d'Artois (1297-1302).
2. Robert III d'Artois (1287-1342), comte-pair d'Artois (1302-1309) puis de Beaumont-le-Roger.
3. Mahaut d'Artois (v.1269/1270-1329), comtesse-pair d'Artois (1309-1329).
4. Jeanne II de Bourgogne (1294-1330), comtesse-pair d'Artois(1329-1330).
5. Jeanne de France (1308-1347), comtesse-pair d'Artois (1330-1347).
6. Philippe Ier de Rouvre (1346-1361), comte-pair d'Artois (1347-1361) et duc-pair de Bourgogne.
7. Marguerite de France (v.1310-1382), comtesse-pair d'Artois (1361-1382).
8. Louis II de Dampierre (1330-1384), comte-pair d'Artois (1382-1384) et de Flandre.
9. Marguerite III de Flandre (1350-1405), comtesse-pair d'Artois (1384-1405) et comtesse-pair de Flandre.
10. Jean Sans Peur (1371-1419), comte-pair d'Artois (1405-1419) et duc-pair de Bourgogne.
11. Philippe III le Bon (1396-1467), comte-pair d'Artois (1419-1467) et duc-pair de Bourgogne.
12. Charles le Téméraire (1433-1477), comte-pair d'Artois (1467-1477) et duc-pair de Bourgogne.
13. Philippe le Beau (1478-1506), comte-pair d'Artois (1493-1506) et de Flandre, roi (Philippe Ier) de Castille.
14. Charles Quint (1500-1558), comte-pair d'Artois (1506-1526) et de Flandre, roi (Charles Ier) d'Espagne et empereur Germanique (Charles V).
15. Charles-Philippe de France (1757-1836), comte-pair d'Artois (1757-1824) puis roi (Charles X) de France.

### XIVesiècle
Châteauneuf-en-Thymerais : baronnie-pairie en 1314 : 8 titulaires.
1. Charles Ier de Valois (1270-1325), baron-pair de Châteauneuf (1314-1325).
2. Charles II de Valois-Alençon (v.1297-1346), baron-pair de Châteauneuf (1325-1346).
3. Charles III d'Alençon (1337-1375), baron-pair de Châteauneuf (1346-1361).
4. Pierre II d'Alençon (1340-1404), baron-pair de Châteauneuf (1361-1404).
5. Jean IV d'Alençon (1385-1415), baron-pair de Châteauneuf (1404-1415).
6. Jean V d'Alençon (v.1407-1476), baron-pair de Châteauneuf (1415-1458 et 1461-1474).
7. René d'Alençon (v.1454-1492), baron-pair de Châteauneuf (1483-1492).
8. Charles IV d'Alençon (1489-1525), baron-pair de Châteauneuf (1492-1525).

Poitou : comté-pairie en 1315 : 5 titulaires.
1. Philippe le Long (1293-1322), comte-pair de Poitiers (1315-1316) puis roi (Philippe V) de France.
2. Jean de Berry (1340-1416), comte-pair de Poitiers (1356-1416).
3. Jean de France (1398-1417), comte-pair de Poitiers (1416-1417), dauphin de France.
4. Charles de France (1403-1461), comte-pair de Poitiers (1417-1422), dauphin de France puis roi (Charles VII) de France.
5. Charles de France (1757-1836), comte-pair de Poitou (1778-1790) puis roi (Charles X) de France.

La Marche : comté-pairie en 1316 : 12 titulaires.
1. Charles le Bel (1294-1328), comte-pair de la Marche (1316-1322) puis roi (Charles IV) de France.
2. Louis Ier de Bourbon (1270-1342), comte-pair de la Marche (1327-1342).
3. Jacques Ier de Bourbon (1315-1361), comte-pair de la Marche (1342-1361).
4. Pierre de Bourbon (1342-1361), comte-pair de la Marche (1361).
5. Jean de Bourbon (v.1343-1393), comte-pair de la Marche (1361-1393), comte de Vendôme et de Castres.
6. Jacques II de Bourbon (1370-1438), comte-pair de la Marche (1393-1438).
7. Bernard d'Armagnac (1402-1462), comte-pair de la Marche (1438-1462).
8. Jacques d'Armagnac (1433-1477), comte-pair de la Marche (1462-1477).
9. Pierre II de Bourbon (1439-1503), comte-pair de la Marche (1477-1503).
10. Suzanne de Bourbon (1491-1521), comtesse-pair de la Marche (1503-1521).
11. Charles III de Bourbon (1490-1527), comte-pair de la Marche (1505-1527).
12. Charles de France (1522-1545), comte-pair de la Marche (1540-1545).

Évreux : comté puis duché, pairie en 1316 : 6 titulaires.
1. Louis Ier d'Evreux (1276-1319), comte-pair d'Evreux (1316-1319).
2. Philippe d'Evreux (1301-1343), comte-pair d'Evreux (1326-1343) et roi (Philippe III) de Navarre.
3. Charles le Mauvais (1332-1387), comte-pair d'Evreux (1343-1387), roi (Charles II) de Navarre.
4. Charles le Noble (1361-1425), comte-pair d'Evreux (1387-1404), roi (Charles III) de Navarre.
5. Jean Stuart (mort en 1428), comte-pair d'Evreux (1426).
6. François de France (1554-1584), duc-pair d'Evreux (1569-1584) et d'Anjou.

Angoulême : comté puis duché, pairie en 1317 : 11 titulaires.
1. Philippe d'Evreux (1301-1343), comte-pair d'Angoulême (1317-1343) et d'Evreux, roi (Philippe III) de Navarre.
2. Charles le Mauvais (1332-1387), comte-pair d'Angoulême (1343-1349) et d'Evreux, roi (Charles II) de Navarre.
3. Jean de Berry (1337-1416), comte-pair d'Angoulême (1356-1373) et de Poitiers.
4. Louis Ier d'Orléans (1372-1407), comte-pair d'Angoulême (1394-1407).
5. Jean d'Orléans-Angoulême (1404-1467), comte-pair d'Angoulême (1407-1467).
6. Charles d'Angoulême (1460-1496), comte-pair d'Angoulême (1467-1496).
7. François d'Angoulême (1494-1547), comte-pair d'Angoulême (1496-1515) puis roi (François Ier) de France.
8. Louise de Savoie (1476-1531), duchesse-pair d'Angoulême (1515-1531) et d'Anjou.
9. Charles de France (1522-1545), duc-pair d'Angoulême (1540-1545) et comte-pair de la Marche.
10. Charles de Berry (1686-1714), duc-pair d'Angoulême (1710-1714).
11. Charles de France (1757-1836), duc-pair d'Angoulême (1773-1790) et comte-pair de Poitou puis roi (Charles X) de France.

Mortain : comté-pairie en 1335 : 5 titulaires.
1. Philippe d'Évreux (1301-1343), comte-pair de Mortain (1335-1343) et d'Évreux, roi (Philippe III) de Navarre.
2. Charles le Mauvais (1332-1387), comte-pair de Mortain (1343-1349) et d'Évreux, roi (Charles II) de Navarre.
3. Pierre d'Évreux (1366-1412), comte-pair de Mortain (1408-1412).
4. Louis de France (1397-1415), comte-pair de Mortain (1414-1415) et duc-pair de Guyenne, dauphin de France.
5. Charles de France (1446-1472), comte-pair de Mortain (1465-1472) et duc-pair de Normandie.

Étampes : comté-pairie en 1327 : 2 titulaires.
1. Charles d'Évreux (v.1305-1336), comte-pair d'Étampes (1327-1336).
2. Louis II d'Évreux (1336-1400), comte-pair d'Étampes (1336-1400).

Bourbon : duché-pairie en 1327 : 17 titulaires.
1. Louis Ier de Bourbon (1270-1342), duc-pair de Bourbon (1327-1342) et comte-pair de la Marche.
2. Pierre Ier de Bourbon (1311-1356), duc-pair de Bourbon (1342-1356).
3. Louis II de Bourbon (1337-1410), duc-pair de Bourbon (1356-1410).
4. Jean Ier de Bourbon (1380-1434), duc-pair de Bourbon (1410-1434).
5. Charles Ier de Bourbon (1401-1456), duc-pair de Bourbon (1434-1456).
6. Jean II de Bourbon (1427-1488), duc-pair de Bourbon (1456-1488).
7. Charles II de Bourbon (v.1434-1488), duc-pair de Bourbon (1488).
8. Pierre II de Bourbon (1439-1503), duc-pair de Bourbon (1488-1503) et comte-pair de la Marche.
9. Suzanne de Bourbon (1491-1521), duchesse-pair de Bourbon (1503-1521) et comtesse-pair de la Marche.
10. Charles III de Bourbon (1490-1527), duc-pair de Bourbon (1505-1527) et comte-pair de la Marche.
11. Louise de Savoie (1476-1531), duchesse-pair de Bourbon (1527-1531) et d'Anjou.
12. Charles de France (1522-1545), duc-pair de Bourbon (1544-1545) et d'Angoulême.
13. Henri de France (1551-1589), duc-pair de Bourbon (1566-1574) et d'Anjou puis roi (Henri III) de France.
14. Louis II de Bourbon-Condé (1621-1686), duc-pair de Bourbon (1661-1685).
15. Louis III de Bourbon-Condé (1668-1710), duc-pair de Bourbon (1685-1710).
16. Louis-Henri de Bourbon-Condé (1692-1740), duc-pair de Bourbon (1710-1740).
17. Louis-Joseph de Bourbon-Condé (1736-1818), duc-pair de Bourbon (1740-1790).

Beaumont-le-Roger : comté-pairie en 1328 : 5 titulaires.
1. Robert III d'Artois (1287-1342), comte-pair de Beaumont-le-Roger (1328-1331).
2. Philippe Ier d'Orléans (1336-1375), comte-pair de Beaumont-le-Roger (1344-1353).
3. Charles le Mauvais (1332-1387), comte-pair de Beaumont-le-Roger (1354-1365 et 1376-1387) et d'Evreux, roi (Charles II) de Navarre.
4. Louis de Navarre (1341-1376), comte-pair de Beaumont-le-Roger (1365-1376), duc de Durazzo.
5. Charles le Noble (1361-1425), comte-pair de Beaumont-le-Roger (1387-1404) et d'Evreux, roi (Charles III) de Navarre.
6. François de France (1554-1584), comte-pair de Beaumont-le-Roger (1569-1584) et duc-pair d'Anjou.

Clermont-en-Beauvaisis : comté-pairie en 1331 : 11 titulaires.
1. Louis Ier de Bourbon (1270-1342), comte-pair de Clermont (1331-1342) et duc-pair de Bourbon.
2. Pierre Ier de Bourbon (1311-1356), comte-pair de Clermont (1342-1356) et duc-pair de Bourbon.
3. Louis II de Bourbon (1337-1410), comte-pair de Clermont (1356-1410) et duc-pair de Bourbon.
4. Jean Ier de Bourbon (1380-1434), comte-pair de Clermont (1410-1434) et duc-pair de Bourbon.
5. Charles Ier de Bourbon (1401-1456), comte-pair de Clermont (1434-1456) et duc-pair de Bourbon.
6. Jean II de Bourbon (1427-1488), comte-pair de Clermont (1456-1488) et duc-pair de Bourbon.
7. Gilbert de Bourbon (1443-1496), comte-pair de Clermont (1488-1496).
8. Louis de Bourbon (1483-1501), comte-pair de Clermont (1496-1501).
9. Charles III de Bourbon (1490-1527), comte-pair de Clermont (1501-1527) et duc-pair de Bourbon.
10. Louise de Savoie (1476-1531), comtesse-pair de Clermont (1528-1531) et duchesse-pair d'Anjou.
11. Charles de France (1522-1545), comte-pair de Clermont (1540-1545) et duc-pair d'Angoulême.

Maine : comté-pairie en 1331 : 8 titulaires.
1. Jean le Bon (1319-1364), comte-pair du Maine (1331-1350) et duc-pair de Normandie puis roi (Jean II) de France.
2. Louis Ier d'Anjou (1339-1384), comte-pair du Maine (1360-1384) et duc-pair d'Anjou.
3. Louis II d'Anjou (1377-1417), comte-pair du Maine (1384-1417) et duc-pair d'Anjou, roi de Naples.
4. Louis III d'Anjou (1403-1434), comte-pair du Maine (1417-1434) et duc-pair d'Anjou.
5. Charles d'Anjou (1414-1472), comte-pair du Maine (1434-1472).
6. Charles d'Anjou (1446-1481), comte-pair du Maine (1472-1481) et duc-pair d'Anjou.
7. Louise de Savoie (1476-1531), comtesse-pair du Maine (1515-1531) et duchesse-pair d'Anjou.
8. Louis de France (1755-1824), comte-pair du Maine (1771-1790) et duc-pair d'Anjou puis roi (Louis XVIII) de France.

Orléans : duché-pairie en 1344 : 11 titulaires.
1. Philippe Ier d'Orléans (1336-1375), duc-pair d'Orléans (1344-1375) et comte-pair de Beaumont-le-Roger.
2. Louis Ier d'Orléans (1372-1407), duc-pair d'Orléans (1392-1407) et comte-pair d'Angoulême.
3. Charles d'Orléans (1391-1465), duc-pair d'Orléans (1407-1465).
4. Louis II d'Orléans (1462-1515), duc-pair d'Orléans (1465-1498) puis roi (Louis XII) de France.
5. Charles d'Orléans (1522-1545), duc-pair d'Orléans (1540-1545) et d'Angoulême.
6. Gaston d'Orléans (1608-1660), duc-pair d'Orléans (1626-1660).
7. Philippe II d'Orléans (1640-1701), duc-pair d'Orléans (1661-1701).
8. Philippe III d'Orléans (1674-1723), duc-pair d'Orléans (1701-1723).
9. Louis III d'Orléans (1703-1752), duc-pair d'Orléans (1723-1752).
10. Louis-Philippe Ier d'Orléans (1725-1785), duc-pair d'Orléans (1752-1785).
11. Louis-Philippe-Joseph d'Orléans (1747-1793), duc-pair d'Orléans (1785-1790).

Valois : comté puis duché, pairie en 1344 : 11 titulaires.
1. Philippe Ier d'Orléans (1336-1375), comte-pair de Valois (1344-1375) et duc-pair d'Orléans.
2. Louis Ier d'Orléans (1372-1407), comte puis duc de Valois, pair (1386-1407) et d'Orléans.
3. Charles d'Orléans (1391-1465), duc-pair de Valois (1407-1465) et d'Orléans.
4. Louis II d'Orléans (1462-1515), duc-pair de Valois (1465-1498) et d'Orléans puis roi (Louis XII) de France.
5. François d'Angoulême (1494-1547), duc-pair de Valois (1498-1515) et comte-pair d'Angoulême puis roi (François Ier) de France.
6. Gaston d'Orléans (1608-1660), duc-pair de Valois (1630-1661) et d'Orléans.
7. Philippe II d'Orléans (1640-1701), duc-pair de Valois (1661-1701) et d'Orléans.
8. Philippe III d'Orléans (1674-1723), duc-pair de Valois (1701-1723) et d'Orléans.
9. Louis III d'Orléans (1703-1752), duc-pair de Valois (1723-1752) et d'Orléans.
10. Louis-Philippe Ier d'Orléans (1725-1785), duc-pair de Valois (1752-1785) et d'Orléans.
11. Louis-Philippe-Joseph d'Orléans (1747-1793), duc-pair de Valois (1785-1790) et d'Orléans.

Nevers : comté puis duché, pairie en 1347 : 18 titulaires.
1. Marguerite de France (v.1310-1382), comtesse-pair de Nevers (1347-1382) et d'Artois.
2. Louis II de Dampierre (1330-1384), comte-pair de Nevers (1347-1384) et de Flandre.
3. Charles de Bourgogne (1414-1464), comte-pair de Nevers (1459-1464).
4. Jean de Bourgogne (1415-1491), comte-pair de Nevers (1464-1491).
5. Engelbert de Clèves (1462-1506), comte-pair de Nevers (1505-1506).
6. Charles de Clèves (mort en 1521), comte-pair de Nevers (1506-1521).
7. Marie d'Albret (1492-1549), comtesse-pair de Nevers (1521-1549).
8. François Ier de Nevers (1516-1562), duc-pair de Nevers (1539-1562).
9. François II de Nevers (1540-1563), duc-pair de Nevers (1562-1563).
10. Jacques de Clèves (1544-1564), duc-pair de Nevers (1563-1564).
11. Henriette de Clèves (1542-1601), duchesse-pair de Nevers (1564-1601).
12. Louis IV de Gonzague-Nevers (1539-1595), duc-pair de Nevers (1566-1595).
13. Charles Ier de Mantoue (1580-1637), duc-pair de Nevers (1595-1637).
14. Charles III de Gonzague (1629-1665), duc-pair de Nevers (1637-1659).
15. Jules Mazarin (1602-1661), duc-pair de Nevers (1660-1661), cardinal.
16. Philippe-Julien Mancini-Mazarin (1641-1707), duc-pair de Nevers (1661-1707).
17. Philippe-Jules Mancini-Mazarin (1676-1768), duc-pair de Nevers (1707-1730).
18. Louis-Jules Mancini-Mazarin (1716-1798), duc-pair de Nevers (1730-1790).

Rethel puis Rethel-Mazarin : comté puis duché, pairie en 1347 : 14 titulaires.
1. Marguerite de France (v.1310-1382), comtesse-pair de Rethel (1347-1382) et d'Artois.
2. Louis II de Dampierre (1330-1384), comte-pair de Rethel (1347-1384) et de Flandre.
3. Antoine de Bourgogne (1384-1415), comte-pair de Rethel (1405-1415).
4. Charles de Bourgogne (1414-1464), comte-pair de Rethel (1461-1464) et de Nevers.
5. Jean de Bourgogne (1415-1491), comte-pair de Rethel (1464-1491) et de Nevers.
6. Louis de Gonzague (1539-1595), comte puis duc de Rethel, pair (1573-1595) et de Nevers.
7. Charles Ier de Gonzague (1580-1637), duc-pair de Rethel (1595-1622) et de Nevers.
8. Charles II de Gonzague (1609-1631), duc-pair de Rethel (1622-1631).
9. Charles III de Gonzague (1629-1665), duc-pair de Rethel (1631-1659) et de Nevers.
10. Hortence Mancini-Mazarin (1646-1699), duchesse-pair de Rethel-Mazarin (1663-1699).
11. Armand-Charles de La Porte (1632-1713), duc-pair de Rethel-Mazarin (1663-1713).
12. Paul-Jules de La Porte-Mazarin (1666-1731), duc-pair de Rethel-Mazarin (1713-1716).
13. Guy-Paul-Jules de La Porte-Mazarin (1708-1738), duc-pair de Rethel-Mazarin (1716-1738).
14. Louise-Jeanne de Durfort (1735-1781), duchesse-pair de Rethel-Mazarin (1738-1747).

Mantes-et-Meulan : comté-pairie en 1354 : 3 titulaires.
1. Charles le Mauvais (1332-1387, comte-pair de Mantes-et-Meulan (1354-1364 et 1382-1387) et d'Evreux, roi (Charles II) de Navarre.
2. Charles le Noble (1361-1425), comte-pair de Mantes-et-Meulan (1387-1404) et d'Evreux, roi (Charles III) de Navarre.
3. François de France (1554-1584), comte-pair de Mantes-et-Meulan (1566-1584) et duc-pair d'Anjou.

Mâcon : comté-pairie en 1359 : 3 titulaires.
1. Jean de Berry (1340-1416), comte-pair de Mâcon (1359-1360) et de Poitiers.
2. Philippe III le Bon (1396-1467), comte-pair de Mâcon (1435-1467) et duc-pair de Bourgogne.
3. Charles le Téméraire (1433-1477), comte-pair de Mâcon (1467-1477) et duc-pair de Bourgogne.

Berry : duché-pairie en 1360 : 10 titulaires.
1. Jean de Berry (1340-1416), duc-pair de Berry (1360-1416) et comte-pair de Poitiers.
2. Jean de France (1398-1417), duc-pair de Berry (1416-1417) et comte-pair de Poitiers, dauphin de France.
3. Charles de France (1403-1461), duc-pair de Berry (1417-1422) et comte-pair de Poitiers, dauphin de France puis roi (Charles VII) de France.
4. Charles de France (1446-1472), duc-pair de Berry (1461-1465) puis de Normandie.
5. Marguerite d'Angoulême (1492-1549), duchesse-pair de Berry (1517-1549).
6. Henri d'Albret (1503-1555), duc-pair de Berry (1527-1549), roi (Henri II) de Navarre.
7. Marguerite de France (1523-1574), duchesse-pair de Berry (1550-1574).
8. Emmanuel-Philibert de Savoie (1528-1580), duc-pair de Berry (1559-1574), duc de Savoie.
9. François de France (1554-1584), duc-pair de Berry (1576-1584) et d'Anjou.
10. Charles de France (1686-1714), duc-pair de Berry (1686-1714).
11. Louis Auguste de France, duc-pair de Berry (1754-1765), futur Louis XVI.
12. Charles-Ferdinand d'Artois (1778-1820), duc-pair de Berry (1778-1820).

Auvergne : duché-pairie en 1360 : 11 titulaires.
1. Jean de Berry (1340-1416), duc-pair d'Auvergne (1360-1416) et de Berry.
2. Jean Ier de Bourbon (1380-1434), duc-pair d'Auvergne (1425-1434) et de Bourbon.
3. Charles Ier de Bourbon (1401-1456), duc-pair d'Auvergne (1434-1456) et de Bourbon.
4. Jean II de Bourbon (1427-1488), duc-pair d'Auvergne (1456-1488) et de Bourbon.
5. Charles II de Bourbon (v.1434-1488), duc-pair d'Auvergne (1488) et de Bourbon.
6. Pierre II de Bourbon (1439-1503), duc-pair d'Auvergne (1488-1503) et de Bourbon.
7. Suzanne de Bourbon (1491-1521), duchesse-pair d'Auvergne (1503-1521) et de Bourbon.
8. Charles III de Bourbon (1490-1527), duc-pair d'Auvergne (1505-1527) et de Bourbon.
9. Louise de Savoie (1476-1531), duchesse-pair d'Auvergne (1528-1531) et d'Anjou.
10. Henri de France (1551-1589), duc-pair d'Auvergne (1569-1574) et d'Anjou puis roi (Henri III) de France.
11. Charles de France (1757-1836), duc-pair d'Auvergne (1773-1778) et d'Angoulême puis roi (Charles X) de France.

Touraine : duché-pairie en 1360 : 8 titulaires.
1. Philippe le Hardi (1342-1404), duc-pair de Touraine (1360-1364) puis de Bourgogne.
2. Louis Ier d'Anjou (1339-1384), duc-pair de Touraine (1364) et d'Anjou.
3. Louis Ier d'Orléans (1372-1407), duc-pair de Touraine (1386-1392) puis d'Orléans.
4. Jean de France (1398-1417), duc-pair de Touraine (1414-1416) et de Berry, dauphin de France.
5. Charles de France (1403-1461), duc-pair de Touraine (1416-1422) et de Berry, dauphin de France puis roi (Charles VII) de France.
6. Archibald Douglas (1369-1424), duc-pair de Touraine (1423-1424).
7. Louis III d'Anjou (1403-1434), duc-pair de Touraine (1424-1434) et d'Anjou.
8. François de France (1554-1584), duc-pair de Touraine (1576-1584) et d'Anjou.

Vertus : comté-pairie en 1361 : 4 titulaires.
1. Isabelle de France (1348-1373), comtesse-pair de Vertus (1361-1373).
2. Jean-Galéas Visconti (1351-1402), comte-pair de Vertus (1361-1402), duc de Milan.
3. Louis Ier d'Orléans (1372-1407), comte-pair de Vertus (1403-1407) et duc-pair d'Orléans.
4. Philippe d'Orléans (1396-1420), comte-pair de Vertus (1412-1420).

Alençon : comté puis duché, pairie en 1367 : 8 titulaires.
1. Pierre II d'Alençon (1340-1404), comte-pair d'Alençon (1367-1404) et baron-pair de Châteauneuf.
2. Jean IV d'Alençon (1385-1415), comte puis duc d'Alençon, pair (1404-1415) et baron-pair de Châteauneuf.
3. Jean V d'Alençon (v.1407-1476), duc-pair d'Alençon (1415-1458 et 1461-1474)et baron-pair de Châteauneuf.
4. René d'Alençon (v.1454-1492), duc-pair d'Alençon (1483-1492) et baron-pair de Châteauneuf.
5. Charles IV d'Alençon (1489-1525), duc-pair d'Alençon (1492-1525) et baron-pair de Châteauneuf.
6. François de France (1554-1584), duc-pair d'Alençon (1566-1584) et d'Anjou.
7. Charles de Berry (1686-1714), duc-pair d'Alençon (1710-1714) et d'Angoulême.
8. Louis de France (1755-1824), duc-pair d'Alençon (1774-1790) et d'Anjou puis roi (Louis XVIII) de France.

Montpellier : baronnie-pairie en 1371 : 1 titulaire.
1. Charles le Mauvais (1332-1387), baron-pair de Montpellier (1371-1372) et comte-pair d'Evreux, roi (Charles II) de Navarre.

Forez : comté-pairie en 1372 : 10 titulaires.
1. Louis II de Bourbon (1337-1410), comte-pair de Forez (1372-1410) et duc-pair de Bourbon.
2. Jean Ier de Bourbon (1380-1434), comte-pair de Forez (1410-1434) et duc-pair de Bourbon.
3. Charles Ier de Bourbon (1401-1456), comte-pair de Forez (1434-1456) et duc-pair de Bourbon.
4. Jean II de Bourbon (1427-1488), comte-pair de Forez (1456-1488) et duc-pair de Bourbon.
5. Charles II de Bourbon (v.1434-1488), comte-pair de Forez (1488) et duc-pair de Bourbon.
6. Pierre II de Bourbon (1439-1503), comte-pair de Forez (1488-1503) et duc-pair de Bourbon.
7. Suzanne de Bourbon (1491-1527), comtesse-pair de Forez (1503-1521) et duchesse-pair de Bourbon.
8. Charles III de Bourbon (1490-1527), comte-pair de Forez (1505-1527) et duc-pair de Bourbon.
9. Louise de Bourbon (1482-1562), comtesse-pair de Forez (1530-1531).
10. Henri de France (1551-1589), comte-pair de Forez (1566-1574) et duc-pair d'Anjou puis roi (Henri III) de France.

Roannais : baronnie puis duché, pairie en 1372 : 11 titulaires.
1. Louis II de Bourbon (1337-1410), baron-pair de Roannais (1372-1410) et duc-pair de Bourbon.
2. Jean Ier de Bourbon (1380-1434), baron-pair de Roannais (1410-1434) et duc-pair de Bourbon.
3. Charles Ier de Bourbon (1401-1456), baron-pair de Roannais (1434-1456) et duc-pair de Bourbon.
4. Jean II de Bourbon (1427-1488), baron-pair de Roannais (1456-1488)et duc-pair de Bourbon.
5. Charles II de Bourbon (v.1434-1488), baron-pair de Roannais (1488) et duc-pair de Bourbon.
6. Pierre II de Bourbon (1439-1503), baron-pair de Roannais (1488-1503) et duc-pair de Bourbon.
7. Suzanne de Bourbon (1491-1521), baronne-pair de Roannais (1503-1515) et duchesse-pair de Bourbon.
8. Artus Gouffier (1474-1519), duc-pair de Roannais (1519).
9. Artus Gouffier (1627-1696), duc-pair de Roannais (1642-1667).
10. François d'Aubusson de La Feuillade (1634-1691), duc-pair de Roannais (1667-1690).
11. Louis d'Aubusson de La Feuillade (1673-1725), pair avec le titre d'attente de duc de La Feuillade (1690-1691) puis duc-pair de Roannais (1691-1725).

Blois : comté-pairie en 1399 : 4 titulaires.
1. Louis Ier d'Orléans (1372-1407), comte-pair de Blois (1399-1407) et duc-pair d'Orléans.
2. Charles d'Orléans (1391-1465), comte-pair de Blois (1407-1465) et duc-pair d'Orléans.
3. Louis II d'Orléans (1462-1515), comte-pair de Blois (1465-1498) et duc-pair d'Orléans puis roi (Louis XII) de France.
4. Gaston d'Orléans (1608-1660), comte-pair de Blois (1626-1660) et duc-pair d'Orléans.

Chartres : comté puis duché, pairie en 1399 : 9 titulaires.
1. Louis Ier d'Orléans (1372-1407), comte-pair de Chartres (1399-1407) et duc-pair d'Orléans.
2. Charles d'Orléans (1391-1465), comte-pair de Chartres (1407-1465) et duc-pair d'Orléans.
3. Louis II d'Orléans (1462-1515), comte-pair de Chartres (1465-1498) et duc-pair d'Orléans puis roi (Louis XII) de France.
4. Gaston d'Orléans (1608-1660), duc-pair de Chartres (1626-1660) et d'Orléans.
5. Philippe II d'Orléans (1640-1701), duc-pair de Chartres (1661-1701) et d'Orléans.
6. Philippe III d'Orléans (1674-1723), duc-pair de Chartres (1701-1723) et d'Orléans.
7. Louis III d'Orléans (1703-1752), duc-pair de Chartres (1723-1752) et d'Orléans.
8. Louis-Philippe Ier d'Orléans (1725-1795), duc-pair de Chartres (1752-1785) et d'Orléans.
9. Louis-Philippe-Joseph d'Orléans (1747-1793), duc-pair de Chartres (1785-1790) et d'Orléans.

Dunois : vicomté puis duché, pairie en 1399 : 4 titulaires.
1. Louis Ier d'Orléans (1372-1407), vicomte-pair de Dunois (1399-1407) et duc-pair d'Orléans.
2. Charles d'Orléans (1391-1465), vicomte-pair de Dunois (1407-1465) et duc-pair d'Orléans.
3. Louis II d'Orléans (1462-1515), vicomte-pair de Dunois (1465-1498) et duc-pair d'Orléans puis roi (Louis XII) de France.
4. Louis d'Orléans (1510-1537), duc-pair de Dunois (1525-1537).

Fère-en-Tardenois : baronnie-pairie en 1399 : 5 titulaires.
1. Louis Ier d'Orléans (1372-1407), baron-pair de Fère-en-Tardenois (1399-1407) et duc-pair d'Orléans.
2. Charles d'Orléans (1391-1465), baron-pair de Fère-en-Tardenois (1407-1465) et duc-pair d'Orléans.
3. Louis II d'Orléans (1462-1515), baron-pair de Fère-en-Tardenois (1465-1498) et duc-pair d'Orléans puis roi (Louis XII) de France.
4. François d'Angoulême (1494-1547), baron-pair de Fère-en-Tardenois (1498-1515) et comte-pair d'Angoulême puis roi (François Ier) de France.
5. Louise de Savoie (1476-1531), baronne-pair de Fère-en-Tardenois (1515-1531) et duchesse-pair d'Anjou.

Château-Thierry : duché-pairie en 1400 : 7 titulaires.
1. Louis Ier d'Orléans (1372-1407), duc-pair de Château-Thierry (1400-1407) et d'Orléans.
2. François de France (1554-1584), duc-pair de Château-Thierry (1566-1584) et d'Anjou.
3. Frédéric-Maurice de La Tour d'Auvergne (1605-1652), duc-pair de Château-Thierry (1651-1652) et d'Albret.
4. Godefroy-Maurice de La Tour d'Auvergne (1641-1721), duc-pair de Château-Thierry (1641-1721) et d'Albret.
5. Emmanuel-Théodose de La Tour d'Auvergne (1668-1730), duc-pair de Château-Thierry (1721-1730) et d'Albret.
6. Charles-Godefroy de La Tour d'Auvergne (1706-1771), duc-pair de Château-Thierry (1730-1771) et d'Albret.
7. Godefroy Charles Henri de la Tour d'Auvergne (1728-1792), duc de Château-Thierry (1771-1790) et d'Albret, pair de France.

Périgord : comté-pairie en 1400 : 2 titulaires.
1. Louis Ier d'Orléans (1372-1407), comte-pair de Périgord (1400-1407) et duc-pair d'Orléans.
2. Charles d'Orléans (1391-1465), comte-pair de Périgord (1407-1437) et duc-pair d'Orléans.

### XVesiècle
Soissons : comté-pairie en 1404 : 8 titulaires.
1. Louis Ier d'Orléans (1372-1407), comte-pair de Soissons (1404-1407) et duc-pair d'Orléans.
2. Charles d'Orléans (1391-1465), comte-pair de Soissons (1412-1465) et duc-pair d'Orléans.
3. Louis II d'Orléans (1462-1515), comte-pair de Soissons (1465-1498) et duc-pair d'Orléans puis roi (Louis XII) de France.
4. Claude de France (1499-1524), comtesse-pair de Soissons (1506-1524) et duchesse-pair de Bretagne, reine de France.
5. Jean de Bourbon (1528-1557), comte-pair de Soissons (1542-1557).
6. Louis Ier de Bourbon-Condé (1530-1569), comte-pair de Soissons (1557-1569).
7. Charles de Bourbon (1566-1612), comte-pair de Soissons (1569-1612).
8. Louis de Bourbon (1604-1641), comte-pair de Soissons (1612-1641).

Coucy : baronnie-pairie en 1404 : 4 titulaires.
1. Louis Ier d'Orléans (1372-1407), baron-pair de Coucy (1404-1407) et duc-pair d'Orléans.
2. Charles d'Orléans (1391-1465), baron-pair de Coucy (1412-1465) et duc-pair d'Orléans.
3. Louis II d'Orléans (1462-1515), baron-pair de Coucy (1465-1498) et duc-pair d'Orléans puis roi (Louis XII) de France.
4. Claude de France (1499-1524), baronne-pair de Coucy (1506-1515) et duchesse-pair de Bretagne, reine de France.

Nemours : duché-pairie en 1404 : 17 titulaires.
1. Charles le Noble (1361-1425), duc-pair de Nemours (1404-1425), roi (Charles III) de Navarre.
2. Blanche de Navarre (1385-1441), duchesse titulaire de Nemours, pair (1437-1441), reine de Navarre.
3. Jean II d'Aragon (1397-1479), duc titulaire de Nemours, pair (1437-1441), roi d'Aragon et de Navarre.
4. Charles de Viane (1421-1461), duc titulaire de Nemours, pair (1441-1461).
5. Bernard d'Armagnac (1402-1462), duc-pair de Nemours (1461-1462) et comte-pair de la Marche.
6. Eléonore de Bourbon (1412-1463), duchesse-pair de Nemours (1461-1463).
7. Jean d'Armagnac (1467-1500), duc-pair de Nemours (1484-1500).
8. Louis d'Armagnac (1472-1503), duc-pair de Nemours (1500-1503).
9. Marguerite d'Armagnac (morte en 1503), duchesse-pair de Nemours (1503).
10. Charlotte d'Armagnac (morte en 1504), duchesse-pair de Nemours (1503-1504).
11. Gaston de Foix (1489-1512), duc-pair de Nemours (1507-1512).
12. Germaine de Foix (v.1490-1538), duchesse-pair de Nemours (1517-1538).
13. Philippe II d'Orléans (1640-1701), duc-pair de Nemours (1672-1701) et d'Orléans.
14. Philippe III d'Orléans (1674-1723), duc-pair de Nemours (1701-1723) et d'Orléans.
15. Louis III d'Orléans (1703-1752), duc-pair de Nemours (1723-1752) et d'Orléans.
16. Louis-Philippe Ier d'Orléans (1725-1785), duc-pair de Nemours (1752-1785) et d'Orléans.
17. Louis-Philippe-Joseph d'Orléans (1747-1793), duc-pair de Nemours (1785-1790) et d'Orléans.

Châtillon-sur-Marne : baronnie-pairie en 1404 : 2 titulaires.
1. Louis Ier d'Orléans (1372-1407), baron-pair de Châtillon (1404-1407).
2. François de France (1554-1584), baron-pair de Châtillon (1566-1584) et duc-pair d'Anjou.

Mortagne-lès-Tournay : baronnie-pairie en 1407 : 1 titulaire.
1. Jean de France (1398-1417), baron-pair de Mortagne-lès-Tournay (1407-1417) et duc-pair de Berry, dauphin de France.

Évry-le-Châtel : châtellenie-pairie en 1408.
Jouy-le-Châtel : châtellenie-pairie en 1408.
Coulommiers : baronnie puis duché, pairie en 1410 : 2 titulaires.
1. Pierre d'Evreux (1366-1412), baron-pair de Coulommiers (1410-1412) et comte-pair de Mortain.
2. Henri II d'Orléans-Dunois (1595-1663), duc-pair de Coulommiers (1654-1663).

Ponthieu : comté-pairie en 1412 : 3 titulaires.
1. Jean de France (1398-1417), comte-pair de Ponthieu (1412-1417) et duc-pair de Berry, dauphin de France.
2. Charles de Berry (1686-1714), comte-pair de Ponthieu (1710-1714) et duc-pair d'Angoulême.
3. Charles de France (1757-1836), comte-pair de Ponthieu (1776-1790) et duc-pair d'Angoulême puis roi (Charles X) de France.

Saintonge : comté-pairie en 1428 : 1 titulaire.
1. Jacques Ier Stuart (1394-1437), comte-pair de Saintonge (1428-1437), roi d'Écosse.

Auxerre : comté-pairie en 1435 : 2 titulaires.
1. Philippe III le Bon (1396-1467), comte-pair d'Auxerre (1435-1467) et duc-pair de Bourgogne.
2. Charles le Téméraire (1467-1477), comte-pair d'Auxerre (1467-1477) et duc-pair de Bourgogne.

Foix : comté-pairie en 1458 : 8 titulaires.
1. Gaston IV de Foix (1422-1472), comte-pair de Foix (1458-1472).
2. François-Phébus (1466-1483), comte-pair de Foix (1472-1483), roi de Navarre.
3. Jean d'Albret (1469-1516), comte-pair de Foix (1484-1516), roi (Jean III) de Navarre.
4. Catherine de Foix (1470-1517), comtesse-pair de Foix (1484-1517), reine de Navarre.
5. Henri d'Albret (1503-1555), comte-pair de Foix (1517-1555) et duc-pair de Berry, roi (Henri II) de Navarre.
6. Antoine de Bourbon (1518-1562), comte-pair de Foix (1555-1562).
7. Jeanne d'Albret (1528-1572), comtesse-pair de Foix (1555-1572), reine (Jeanne III) de Navarre.
8. Henri de Bourbon (1553-1610), comte-pair de Foix (1572-1589), roi (Henri III) de Navarre, roi (Henri IV) de France.

Eu : comté-pairie en 1458 : 19 titulaires.
1. Charles d'Artois (1422-1472), comte-pair d'Eu (1458-1472).
2. Jean de Bourgogne (1415-1491), comte-pair d'Eu (1472-1491) et de Nevers.
3. Engilbert de Clèves (1462-1506), comte-pair d'Eu (1491-1506) et de Nevers.
4. Charles de Clèves (mort en 1521), comte-pair d'Eu (1506-1521) et de Nevers.
5. François Ier de Clèves (1516-1562), comte-pair d'Eu (1521-1562) et duc-pair de Nevers.
6. François II de Clèves (1540-1563), comte-pair d'Eu (1562-1563) et duc-pair de Nevers.
7. Jacques de Clèves (1544-1564), comte-pair d'Eu (1563-1564) et duc-pair de Nevers.
8. Antoine de Croÿ (1541-1567), comte-pair d'Eu (1566-1567).
9. Catherine de Clèves (1548-1633), comtesse-pair d'Eu (1566-1633).
10. Henri Ier de Lorraine (1549-1588), comte-pair d'Eu (1570-1588).
11. Charles de Lorraine (1571-1640), comte-pair d'Eu (1633-1640).
12. Henri II de Lorraine (1614-1664), comte-pair d'Eu (1640-1641 et 1643-1654).
13. Louis de Lorraine (1622-1654), comte-pair d'Eu (1654).
14. Louis-Joseph de Lorraine (1650-1671), comte-pair d'Eu (1654-1660).
15. Anne-Marie-Louise d'Orléans (1627-1693), comtesse-pair d'Eu (1660-1682).
16. Louis-Auguste Ier de Bourbon (1670-1736), comte-pair d'Eu (1694-1736).
17. Louis-Auguste II de Bourbon (1700-1755), comte-pair d'Eu (1736-1755).
18. Louis-Charles de Bourbon (1701-1775), comte-pair d'Eu (1701-1775).
19. Louis-Jean-Marie de Bourbon (1725-1793), comte-pair d'Eu (1776-1790).

Beaujeu : baronnie-pairie en 1466 : 4 titulaires.
1. Jean II de Bourbon (1427-1488), baron-pair de Beaujeu (1466-1475) et duc-pair de Bourbon.
2. Pierre II de Bourbon (1439-1503), baron-pair de Beaujeu (1475-1503) et duc-pair de Bourbon.
3. Charles III de Bourbon (1490-1527), baron-pair de Beaujeu (1505-1527) et duc-pair de Bourbon.
4. Louise de Bourbon (1482-1562), baronne-pair de Beaujeu (1530-1562) et comtesse-pair de Forèz.

Villefranche : comté-pairie en 1480 : 2 titulaires.
1. Frédéric d'Aragon (1452-1504), comte-pair de Villefranche (1480-1504), roi (Frédéric IV) de Naples.
2. Charlotte d'Aragon (1480-1506), comtesse-pair de Villefranche (1504-1506).

Civray : comté-pairie en 1498 : 3 titulaires.
1. François d'Angoulême (1494-1547), comte-pair de Civray (1498-1515) et d'Angoulême puis roi (François Ier) de France.
2. Louise de Savoie (1476-1531), comtesse-pair de Civray (1515-1531) et duchesse-pair d'Anjou.
3. Charles de France (1522-1545), comte-pair de Civray (1540-1545) et duc-pair d'Orléans.

### XVIesiècle
Vendôme : duché-pairie en 1515 : 7 titulaires.
1. Charles IV de Bourbon (1489-1537), duc-pair de Vendôme (1515-1537).
2. Antoine de Bourbon (1518-1562), duc-pair de Vendôme (1537-1562) et comte-pair de Foix.
3. Henri de Bourbon (1553-1610), duc-pair de Vendôme (1562-1589) et comte-pair de Foix, roi (Henri III) de Navarre, roi (Henri IV) de France.
4. César de Vendôme (1594-1665), duc-pair de Vendôme (1598-1665).
5. Louis II de Vendôme (1612-1669), duc-pair de Vendôme (1665-1669).
6. Louis-Joseph de Bourbon-Vendôme (1654-1712), duc-pair de Vendôme (1669-1712).
7. Philippe de Bourbon-Vendôme (1655-1727), duc titulaire de Vendôme (1712-1727), grand-prieur.

Châtellerault : duché-pairie en 1515 : 6 titulaires.
1. François de Bourbon (1492-1515), duc-pair de Châtellerault (1515).
2. Charles III de Bourbon (1490-1527), duc-pair de Châtellerault (1515-1527) et de Bourbon.
3. Louise de Savoie (1476-1531), duchesse-pair de Châtellerault (1527-1530) et d'Anjou.
4. Louise de Bourbon (1482-1562), duchesse-pair de Châtellerault (1530-1532) et baronne-pair de Beaujeu.
5. Louis II de Bourbon-Montpensier (1513-1582), duc-pair de Châtellerault (1530-1532) puis de Montpensier.
6. Charles de France (1522-1545), duc-pair de Châtellerault (1540-1545) et d'Orléans.

Guise : duché-pairie en 1528 : 12 titulaires.
1. Claude Ier de Lorraine (1496-1550), duc-pair de Guise (1528-1550).
2. François de Lorraine (1519-1563), duc-pair de Guise (1550-1563).
3. Henri Ier de Lorraine (1550-1588), duc-pair de Guise (1563-1588) et comte-pair d'Eu.
4. Charles de Lorraine (1571-1640), duc-pair de Guise (1588-1640) et comte-pair d'Eu.
5. Henri II de Lorraine (1614-1664), duc-pair de Guise (1640-1641 et 1643-1664) et comte-pair d'Eu.
6. Louis-Joseph de Lorraine (1650-1671), duc-pair de Guise (1664-1671) et comte-pair d'Eu.
7. François-Joseph de Lorraine (1670-1675), duc-pair de Guise (1671-1675).
8. Henri-Jules de Bourbon-Condé (1643-1709), duc-pair de Guise (1704-1709).
9. Anne-Henriette de Bavière (1648-1723), duchesse-pair de Guise (1704-1723).
10. Louis III de Bourbon-Condé (1668-1710), duc-pair de Guise (1709-1710) et de Bourbon.
11. Louis-Henri de Bourbon-Condé (1692-1740), duc-pair de Guise (1710-1740) et de Bourbon.
12. Louis-Joseph de Bourbon-Condé (1736-1818), duc-pair de Guise (1740-1790) et de Bourbon.

Montpensier : duché-pairie en 1539 : 12 titulaires.
1. Louise de Bourbon (1482-1562), duchesse-pair de Montpensier (1539-1562) et baronne-pair de Beaujeu.
2. Louis III de Montpensier (1513-1582), duc-pair de Montpensier (1539-1582).
3. François de Bourbon-Montpensier (1542-1592), duc-pair de Montpensier (1582-1592).
4. Henri de Bourbon-Montpensier (1573-1608), duc-pair de Montpensier (1592-1608).
5. Marie de Bourbon-Montpensier (1605-1627), duchesse-pair de Montpensier (1608-1627).
6. Gaston d'Orléans (1608-1660), duc-pair de Montpensier (1626-1627) et d'Orléans.
7. Anne-Marie-Louise d'Orléans (1627-1693), duchesse-pair de Montpensier (1627-1693) et comtesse-pair d'Eu.
8. Philippe II d'Orléans (1640-1701), duc-pair de Montpensier (1695-1701) et d'Orléans.
9. Philippe III d'Orléans (1674-1723), duc-pair de Montpensier (1701-1723) et d'Orléans.
10. Louis III d'Orléans (1703-1752), duc-pair de Montpensier (1723-1752) et d'Orléans.
11. Louis-Philippe Ier d'Orléans (1725-1793), duc-pair de Montpensier (1752-1785) et d'Orléans.
12. Louis-Philippe-Joseph d'Orléans (1747-1793), duc-pair de Montpensier (1785-1790) et d'Orléans.

Aumale : duché-pairie en 1547 : 10 titulaires.
1. François de Lorraine (1519-1563), duc-pair d'Aumale (1547-1550) puis de Guise.
2. Claude II de Lorraine (1526-1573), duc-pair d'Aumale (1550-1573).
3. Charles de Lorraine (1556-1631), duc-pair d'Aumale (1573-1631).
4. Henri Ier de Savoie (1572-1632), duc-pair d'Aumale (1631-1632).
5. Anne de Lorraine (1600-1638), duchesse-pair d'Aumale (1631-1638).
6. Louis de Savoie (1621-1641), duc-pair d'Aumale (1638-1641).
7. Charles-Amédée de Savoie (1624-1652), duc-pair d'Aumale (1643-1652).
8. Louis-Auguste Ier de Bourbon (1670-1736), duc-pair d'Aumale (1695-1736) et comte-pair d'Eu.
9. Louis-Charles de Bourbon (1701-1775), duc-pair d'Aumale (1736-1775) et comte-pair d'Eu.
10. Louis-Jean-Marie de Bourbon (1725-1793), duc-pair d'Aumale (1776-1790) et comte-pair d'Eu.

Montmorency : duché-pairie en 1551 : 8 titulaires.
1. Anne de Montmorency (1493-1567), duc-pair de Montmorency (1551-1567).
2. François de Montmorency (1530-1579), duc-pair de Montmorency (1567-1579).
3. Henri Ier de Montmorency (1534-1614), duc-pair de Montmorency (1579-1613).
4. Henri II de Montmorency (1595-1632), duc-pair de Montmorency (1613-1632).
5. Henri II de Bourbon-Condé (1588-1646), duc-pair de Montmorency (1633-1646).
6. Charlotte-Marguerite de Montmorency (1594-1650), duchesse-pair de Montmorency (1633-1650).
7. Louis II de Bourbon-Condé (1621-1686), duc-pair de Montmorency (1646-1686) et de Bourbon.
8. Henri-Jules de Bourbon-Condé (1643-1709), duc-pair de Montmorency (1686-1688) puis d'Enghien.

Albret : duché-pairie en 1556 : 9 titulaires.
1. Antoine de Bourbon (1518-1562), duc-pair d'Albret (1556-1562) et de Vendôme.
2. Jeanne d'Albret (1528-1573), duchesse-pair d'Albret (1556-1572) et comtesse-pair de Foix, reine (Jeanne III) de Navarre.
3. Henri de Bourbon (1553-1610), duc-pair d'Albret (1572-1589) et de Vendôme, roi (Henri III) de Navarre, roi (Henri IV) de France.
4. Henri II de Bourbon-Condé (1588-1646), duc-pair d'Albret (1641-1646) et de Montmorency.
5. Louis II de Bourbon-Condé (1621-1686), duc-pair d'Albret (1646-1651) et de Montmorency.
6. Frédéric-Maurice de La Tour d'Auvergne (1605-1652), duc-pair d'Albret (1651-1652) et de Château-Thierry.
7. Godefroy-Maurice de La Tour d'Auvergne (1641-1721), duc-pair d'Albret (1652-1713) et de Château-Thierry.
8. Emmanuel-Théodose de La Tour d'Auvergne (1668-1730), duc-pair d'Albret (1713-1730) et de Château-Thierry.
9. Charles-Godefroy de La Tour d'Auvergne (1706-1771), duc-pair d'Albret (1730-1771) et de Château-Thierry.
10. Godefroy Charles Henri de La Tour d'Auvergne (1728-1792), duc d'Albret (1771-1790) et de Château-Thierry, pair de France.

Enghien : duché-pairie en 1566 : 5 titulaires.
1. Louis Ier de Bourbon-Condé (1530-1569), duc-pair d'Enghien (1566-1569) et comte-pair de Soissons.
2. Henri-Jules de Bourbon-Condé (1643-1709), duc-pair d'Enghien (1688-1709) et de Guise.
3. Louis III de Bourbon-Condé (1668-1710), duc-pair d'Enghien (1709-1710) et de Bourbon.
4. Louis-Henri de Bourbon-Condé (1692-1740), duc-pair d'Enghien (1710-1740) et de Bourbon.
5. Louis-Joseph de Bourbon-Condé (1736-1818), duc-pair d'Enghien (1740-1790) et de Bourbon.

Perche : comté-pairie en 1566 : 2 titulaires.
1. François de France (1554-1584), comte-pair de Perche (1566-1584) et duc-pair d'Anjou.
2. Louis de France (1755-1824), comte-pair de Perche (1771-1790) et duc-pair d'Anjou puis roi (Louis XVIII) de France.

Graville : duché-pairie en 1567 : 1 titulaire.
1. Charles de Bourbon (1523-1590), duc-pair de Graville (1567-1590), cardinal.

Penthièvre : duché-pairie en 1569 : 8 titulaires.
1. Sébastien de Luxembourg (mort en 1569), duc-pair de Penthièvre (1569).
2. Marie de Luxembourg (1563-1623), duchesse-pair de Penthièvre (1569-1608).
3. Philippe-Emmanuel de Lorraine (1558-1602), duc-pair de Penthièvre (1575-1602).
4. Françoise de Lorraine (1592-1669), duchesse-pair de Penthièvre (1608-1669).
5. César de Bourbon-Vendôme (1594-1665), duc-pair de Penthièvre (1609-1665) et de Vendôme.
6. Louis-Joseph de Bourbon-Vendôme (1654-1712), duc-pair de Penthièvre (1669-1687)et de Vendôme.
7. Louis-Alexandre de Bourbon (1678-1737), duc-pair de Penthièvre (1697-1737).
8. Louis-Jean-Marie de Bourbon (1725-1793), duc-pair de Penthièvre (1737-1790) et d'Aumale.

Dreux : comté-pairie en 1569 : 1 titulaire.
1. François de France (1554-1584), comte-pair de Dreux (1569-1584) et duc-pair d'Anjou.

Mercœur : duché-pairie en 1569 : 9 titulaires.
1. Nicolas de Lorraine (1524-1577), duc-pair de Mercœur (1569-1577).
2. Phlippe-Emmanuel de Lorraine (1558-1602), duc-pair de Mercœur (1577-1602) et de Penthièvre.
3. Françoise de Lorraine (1592-1669), duchesse-pair de Mercœur (1608-1649) et de Penthièvre.
4. César de Bourbon-Vendôme (1594-1665), duc-pair de Mercœur (1609-1649) et de Vendôme.
5. Louis de Bourbon-Vendôme (1622-1654), duc-pair de Mercœur (1649-1669) et de Vendôme.
6. Louis-Joseph de Bourbon-Vendôme (1654-1712), duc-pair de Mercœur (1669-1712) et de Vendôme.
7. Louis-Armand II de Bourbon-Conti (1696-1727), duc-pair de Mercœur (1723-1727).
8. Louis-François Ier de Bourbon-Conti (1717-1776), duc-pair de Mercœur (1727-1770).
9. Charles de France (1757-1836), duc-pair de Mercœur (1773-1778) et d'Angoulême puis roi (Charles X) de France.

Clermont-Tonnerre : duché-pairie en 1571 : 3 titulaires.
1. Henri Antoine de Clermont-Tonnerre (mort en 1573), duc-pair de Clermont-Tonnerre (1571-1573).
2. Gaspard de Clermont-Tonnerre (1688-1781), duc-pair de Clermont-Tonnerre (1775-1781).
3. Charles-Henri de Clermont-Tonnerre (1720-1794), duc-pair de Clermont-Tonnerre (1781-1790).

Uzès : duché-pairie en 1572 : 9 titulaires (de nos jours le plus ancien subsistant).
1. Antoine de Crussol (1528-1573), duc-pair d'Uzès (1572-1573).
2. Jacques de Crussol (1540-1594), duc-pair d'Uzès (1573-1594).
3. Emmanuel de Crussol (1578-1657), duc-pair d'Uzès (1594-1657).
4. François de Crussol (1604-1680), duc-pair d'Uzès (1657-1674).
5. Emmanuel de Crussol (1642-1692), pair avec le titre d'attente de duc de Crussol (1674-1680) puis duc-pair d'Uzès (1680-1692).
6. Louis de Crussol (1673-1693), duc-pair d'Uzès (1692-1693).
7. Jean-Charles de Crussol (1675-1739), duc-pair d'Uzès (1693-1725).
8. Charles-Emmanuel de Crussol (1707-1762), pair avec le titre d'attente de duc de Crussol (1725-1739) puis duc-pair d'Uzès (1739-1753).
9. François-Emmanuel de Crussol (1728-1802), pair avec le titre d'attente de duc de Crussol (1753-1762) puis duc-pair d'Uzès (1762-1790).

Mayenne : duché-pairie en 1573 : 7 titulaires.
1. Charles de Lorraine (1554-1611), duc-pair de Mayenne (1573-1611).
2. Henri de Lorraine (1578-1621), duc-pair de Mayenne (1611-1621).
3. François de Gonzague (1606-1622), duc-pair de Mayenne (1621-1622).
4. Charles II de Nevers-Mantoue (1609-1631), duc-pair de Mayenne (1622-1626) et de Rethel.
5. Ferdinand de Gonzague (1611-1631), duc-pair de Mayenne (1626-1631).
6. Charles II de Mantoue (1629-1665), duc-pair de Mayenne (1631-1654) et de Nevers.
7. Jules Mazarin (1602-1661), duc-pair de Mayenne (1656-1661) et de Nevers, cardinal.

Saint-Fargeau : duché-pairie en 1575 : 6 titulaires.
1. François de Bourbon-Montpensier (1542-1592), duc-pair de Saint-Fargeau (1575-1592) et de Montpensier.
2. Renée d'Anjou-Mézières (1550-1597), duchesse-pair de Saint-Fargeau (1575-1597).
3. Henri de Bourbon-Montpensier (1573-1608), duc-pair de Saint-Fargeau (1592-1608) et de Montpensier.
4. Marie de Bourbon-Montpensier (1605-1627), duchesse-pair de Saint-Fargeau (1608-1627) et de Montpensier.
5. Gaston d'Orléans (1608-1660), duc-pair de Saint-Fargeau (1626-1627) et d'Orléans.
6. Anne Marie Louise d'Orléans (1627-1693), duchesse-pair de Saint-Fargeau (1627-1693) et de Montpensier.

Joyeuse : duché-pairie en 1581 : 11 titulaires.
1. Anne de Joyeuse (1561-1587), duc-pair de Joyeuse (1581-1587).
2. François de Joyeuse (1562-1615), duc-pair de Joyeuse (1587-1590), cardinal.
3. Antoine Scipion de Joyeuse (1565-1592), duc-pair de Joyeuse (1590-1592).
4. Henri de Joyeuse (1567-1608), duc-pair de Joyeuse (1592-1608).
5. Henriette Catherine de Joyeuse (1585-1656), duchesse-pair de Joyeuse (1608-1647).
6. Charles de Lorraine (1571-1640), duc-pair de Joyeuse (1611-1640) et de Guise.
7. Louis de Lorraine (1622-1654), duc-pair de Joyeuse (1647-1654) et comte-pair d'Eu.
8. Louis Joseph de Lorraine (1650-1671), duc-pair de Joyeuse (1654-1671) et de Guise.
9. François Joseph de Lorraine (1670-1675), duc-pair de Joyeuse (1671-1675) et de Guise.
10. Marie de Lorraine (1615-1688), duchesse-pair de Joyeuse (1675-1688).
11. Louis II de Melun (1694-1724), duc-pair de Joyeuse (1714-1724).

Piney-Luxembourg : duché-pairie en 1581 : 10 titulaires.
1. François de Luxembourg (mort en 1613), duc-pair de Piney-Luxembourg (1581-1613).
2. Henri de Luxembourg (1582-1616), duc-pair de Piney-Luxembourg (1613-1616).
3. Marguerite Charlotte de Luxembourg (1607-1680), duchesse-pair de Piney-Luxembourg (1616-1661).
4. Léon d'Albert (1582-1630), duc-pair de Piney-Luxembourg (1620-1630).
5. Henri Léon d'Albert (1630-1697), duc-pair de Piney-Luxembourg (1630-1661).
6. Madeleine Charlotte de Clermont-Tonnerre (1635-1701), duchesse-pair de Piney-Luxembourg (1661-1701).
7. François Henri de Montmorency (1628-1695), duc-pair de Piney-Luxembourg (1661-1695).
8. Charles François de Montmorency (1662-1726), duc-pair de Piney-Luxembourg (1695-1726).
9. Charles François de Montmorency (1702-1764), duc-pair de Piney-Luxembourg (1726-1764).
10. Anne Charles de Montmorency (1737-1803), duc-pair de Piney-Luxembourg (1769-1790).

Épernon : duché-pairie en 1581 : 2 titulaires.
1. Jean-Louis de Nogaret (1554-1642), duc-pair d'Epernon (1581-1642).
2. Bernard de Nogaret (1592-1661), duc-pair d'Epernon (1642-1661).

Elbeuf : duché-pairie en 1581 : 6 titulaires.
1. Charles de Lorraine (1566-1605), duc-pair d'Elbeuf (1581-1605).
2. Charles de Lorraine (1596-1657), duc-pair d'Elbeuf (1605-1657).
3. Charles de Lorraine (1620-1692), duc-pair d'Elbeuf (1657-1692).
4. Henri de Lorraine (1661-1748), duc-pair d'Elbeuf (1692-1748).
5. Emmanuel Maurice de Lorraine (1677-1763), duc-pair d'Elbeuf (1748-1763).
6. Charles Eugène de Lorraine (1751-1825), duc-pair d'Elbeuf (1763-1790).

Retz : duché-pairie en 1581 : 4 titulaires.
1. Albert de Gondi (1522-1602), duc-pair de Retz (1581-1602).
2. Claude Catherine de Clermont (1543-1604), duchesse-pair de Retz (1581-1604).
3. Henri de Gondi (1590-1659), duc-pair de Retz (1602-1633).
4. Pierre de Gondi (1602-1679), duc-pair de Retz (1633-1679).

Brienne : duché-pairie en 1587 : 1 titulaire.
1. Charles de Luxembourg (1572-1608), duc-pair de Brienne (1587-1608).

Hallwin : duché-pairie en 1587 : 6 titulaire.
1. Charles Ier d'Hallwin (1544-1594), duc-pair d'Hallwin (1587-1594).
2. Anne Chabot (v.1544-1611), duchesse-pair d'Hallwin (1587-1611).
3. Charles II d'Hallwin (1591-1598), duc-pair d'Hallwin (1594-1598).
4. Anne d'Hallwin (v.1590-1641), duchesse-pair d'Hallwin (1598-1641).
5. Henri de Nogaret (1591-1639), duc-pair d'Hallwin (1606-1620) puis de Candale.
6. Charles de Schomberg (1601-1656), duc-pair d'Hallwin (1621-1656).

Montbazon : duché-pairie en 1588 : 9 titulaires.
1. Louis de Rohan (1562-1608), duc-pair de Montbazon (1588-1589).
2. Hercule de Rohan (1568-1654), duc-pair de Montbazon (1594-1654).
3. Louis de Rohan (1598-1667), duc-pair de Montbazon (1654-1667).
4. Charles de Rohan (1633-1699), duc-pair de Montbazon (1667-1678).
5. Charles de Rohan (1655-1727), duc-pair de Montbazon (1678-1727).
6. Hercule-Mériadec de Rohan-Guéméné (1688-1757), duc-pair de Montbazon (1727-1757).
7. Jules-Hercule-Mériadec de Rohan-Guéméné (1726-1788), duc-pair de Montbazon (1757-1788).
8. Henri-Louis-Marie de Rohan (1745-1809), duc-pair de Montbazon (1788).
9. Charles Alain de Rohan (1764-1836), duc-pair de Montbazon (1788-1790).

Ventadour : duché-pairie en 1589 : 5 titulaires.
1. Gilbert de Lévis (mort en 1591), duc-pair de Ventadour (1589-1591).
2. Anne de Lévis (1569-1622), duc-pair de Ventadour (1591-1620).
3. Henri de Lévis (1596-1680), duc-pair de Ventadour (1620-1631).
4. Charles de Lévis (1600-1649), duc-pair de Ventadour (1631-1649).
5. Louis-Charles de Lévis (1647-1717), duc-pair de Ventadour (1649-1717).

Beaufort : duché-pairie en 1597 : 5 titulaires.
1. Gabrielle d'Estrées (1573-1599), duchesse-pair de Beaufort (1597-1598).
2. César de Bourbon-Vendôme (1594-1665), duc-pair de Beaufort (1598-1649) et de Vendôme.
3. François de Bourbon-Vendôme (1616-1669), duc-pair de Beaufort (1649-1669).
4. Louis de Bourbon-Vendôme (1612-1669), duc-pair de Beaufort (1669) et de Vendôme.
5. Louis Joseph de Bourbon-Vendôme (1654è1712), duc-pair de Beaufort (1669-1688) et de Vendôme.

Thouars : duché-pairie en 1595 : 7 titulaires.
1. Claude de La Trémoille (1566-1604), duc-pair de Thouars (1595-1604).
2. Henri III de La Trémoille (1598-1674), duc-pair de Thouars (1604-1656).
3. Henri Charles de La Trémoille (1620-1672), duc-pair de Thouars (1656-1672).
4. Charles Belgique Hollande de La Trémoille (1655-1709), duc-pair de Thouars (1672-1709).
5. Charles Louis Bretagne de La Trémoïlle (1683-1719), duc-pair de Thouars (1709-1719).
6. Charles Armand René de La Trémoille (1708-1741), duc-pair de Thouars (1719-1741).
7. Charles-Godefroy de La Trémoïlle (1737-1792), duc-pair de Thouars (1741-1790).

Biron : duché-pairie en 1598 : 8 titulaires.
1. Charles de Gontaut (1562-1602), duc-pair de Biron (1598-1602).
2. Charles Armand de Gontaut (1663-1756), duc-pair de Biron (1723-1733).
3. François Armand de Gontaut (1689-1736), duc-pair de Biron (1733-1736).
4. Antoine Charles de Gontaut (1717-1739), duc-pair de Biron (1736-1739).
5. Jean-Louis de Gontaut (1692-1777), duc-pair de Biron (1739), abbé.
6. Louis Antoine de Gontaut (1701-1788), duc-pair de Biron (1739-1788).
7. Charles Antoine de Gontaut (1708-1798), duc-pair de Biron (1788).
8. Armand Louis de Gontaut (1747-1793), duc-pair de Biron (1788-1790).

Aiguillon : duché-pairie en 1599 : 6 titulaires.
1. Henri de Lorraine (1578-1621), duc-pair d'Aiguillon (1599-1621) et de Mayenne.
2. Marie-Madeleine de Vignerot du Plessis (1604-1675), duchesse-pair d'Aiguillon (1638-1675).
3. Marie-Thérèse de Vignerot du Plessis (1636-1704), duchesse-pair d'Aiguillon (1675-1704).
4. Armand Louis de Vignerot du Plessis (1683-1750), duc-pair d'Aiguillon (1731-1740).
5. Emmanuel Armand de Vignerot du Plessis (1720-1788), pair avec le titre d'attente de duc d'Agenois (1740-1750) puis duc-pair d'Aiguillon (1750-1788).
6. Armand Désiré de Vignerot du Plessis (1761-1800), duc-pair d'Aiguillon (1788-1790).

### XVIIesiècle
Rohan : duché-pairie en 1603, 6 titulaires.
1. Henri de Rohan (1579-1638), duc-pair de Rohan (1603-1638).
2. Henri Chabot (1615-1655), duc-pair de Rohan (1648-1655).
3. Marguerite de Rohan (1617-1684), duchesse-pair de Rohan (1648-1678).
4. Louis de Rohan-Chabot (1652-1727), duc-pair de Rohan (1678-1708).
5. Louis de Rohan-Chabot (1679-1738), duc-pair de Rohan (1708-1738).
6. Louis de Rohan-Chabot (1710-1791), duc-pair de Rohan (1738-1790).

Sully : duché-pairie en 1606, 8 titulaires.
1. Maximilien de Béthune (1560-1641), duc-pair de Sully (1606-1641).
2. Maximilien François de Béthune (1615-1661), duc-pair de Sully (1641-1661).
3. Maximilien Pierre de Béthune (1640-1694), duc-pair de Sully (1661-1694).
4. Maximilien Nicolas de Béthune (1664-1712), duc-pair de Sully (1694-1712).
5. Maximilien Henri de Béthune (1669-1729), duc-pair de Sully (1712-1729).
6. Louis Maximilien de Béthune (1685-1761), duc-pair de Sully (1729-1761).
7. Maximilien Antoine de Béthune (1730-1786), duc-pair de Sully (1761-1786).
8. Maximilien Gabriel de Béthune (1756-1800), duc-pair de Sully (1786-1790).

Fronsac : duché-pairie en 1608, 9 titulaires.
1. François d'Orléans-Dunois (1570-1631), duc-pair de Fronsac (1608-1631).
2. Armand Jean du Plessis (1585-1642), duc-pair de Fronsac (1634-1642), cardinal de Richelieu.
3. Armand de Maillé (1619-1646), duc-pair de Fronsac (1642-1646).
4. Claire Clémence de Maillé (1628-1694), duchesse-pair de Fronsac (1646-1674).
5. Louis II de Bourbon-Condé (1621-1686), duc-pair de Fronsac (1646-1674) et de Bourbon.
6. Armand Jean de Vignerot du Plessis (1629-1718), duc-pair de Fronsac (1674-1711).
7. Louis Armand de Vignerot du Plessis (1696-1788), duc-pair de Fronsac (1711-1764).
8. Louis Antoine de Vignerot du Plessis (1736-1791), duc-pair de Fronsac (1764-1788) puis de Richelieu.
9. Armand-Emmanuel de Vignerot du Plessis (1766-1822), duc-pair de Fronsac (1788-1790).

Damville : duché-pairie en 1610, 4 titulaires.
1. Charles de Montmorency (1537-1612), duc-pair de Damville (1610-1612).
2. Henri II de Montmorency (1595-1632), duc-pair de Damville (1612-1632) et de Montmorency.
3. François Christophe de Lévis (1603-1661), duc-pair de Damville (1648-1661).
4. Louis Alexandre de Bourbon (1678-1737), duc-pair de Damville (1694-1719) et de Penthièvre.

Brissac : duché-pairie en 1611, 9 titulaires.
1. Charles de Cossé (1550-1621), duc-pair de Brissac (1611-1621).
2. François de Cossé (1581-1651), duc-pair de Brissac (1621-1644).
3. Louis de Cossé (1625-1661), duc-pair de Brissac (1644-1661).
4. Henri Albert de Cossé (1645-1698), duc-pair de Brissac (1661-1698).
5. Artus Timoléon de Cossé (1668-1703), duc-pair de Brissac (1698-1702).
6. Charles Timoléon de Cossé (1693-1732), duc-pair de Brissac (1702-1732).
7. Jean-Paul Timoléon de Cossé (1698-1780), duc-pair de Brissac (1732-1756).
8. Louis Joseph de Cossé (1733-1759), pair avec le titre d'attente de duc de Cossé (1756-1759).
9. Louis Hercule de Cossé (1734-1792), pair avec le titre d'attente de duc de Cossé (1760-1780) puis duc-pair de Brissac (1780-1790).

Grancey : duché-pairie en 1611, 1 titulaire.
1. Guillaume de Hautemer (1538-1613), duc-pair de Grancey (1611-1613).

Lesdiguières : duché-pairie en 1611, 6 titulaires.
1. François de Bonne (1543-1626), duc-pair de Lesdiguières (1611-1626).
2. Charles de Blanchefort (1578-1638), duc-pair de Lesdiguières (1626-1638).
3. François de Bonne de Blanchefort (1596-1677), duc-pair de Lesdiguières (1638-1675).
4. François Emmanuel de Bonne de Blanchefort (1645-1681), pair avec le titre d'attente de duc de Sault (1675-1677) puis duc-pair de Lesdiguières (1677-1681).
5. Jean-François Paul de Bonne de Blanchefort (1678-1703), duc-pair de Lesdiguières (1681-1703).
6. Alphonse de Bonne de Blanchefort (1626-1711), duc-pair de Lesdiguières (1702-1711).

Chevreuse : duché-pairie en 1612, 1 titulaire.
1. Claude de Lorraine (1578-1657), duc-pair de Chevreuse (1612-1657).

Châteauroux : duché-pairie en 1616, 6 titulaires.
1. Henri II de Bourbon-Condé (1588-1646), duc-pair de Châteauroux (1616-1646) et d'Albret.
2. Louis II de Bourbon-Condé (1621-1686), duc-pair de Châteauroux (1646-1686) et de Bourbon.
3. Henri Jules de Bourbon-Condé (1643-1709), duc-pair de Châteauroux (1686-1709) et de Guise.
4. Louis de Bourbon-Condé (1709-1771), duc-pair de Châteauroux (1710-1736).
5. Anne-Marie de Mailly (1717-1744), duchesse-pair de Châteauroux (1743-1744).
6. Charles de France (1757-1836), duc-pair de Châteauroux (1776-1790) et d'Angoulême puis roi (Charles X) de France.

Luynes : duché-pairie en 1619, 6 titulaires.
1. Charles d'Albert (1577-1621), duc-pair de Luynes (1619-1621).
2. Louis Charles d'Albert (1620-1690), duc-pair de Luynes (1621-1685).
3. Charles Honoré d'Albert (1646-1712), pair avec le titre d'attente de duc de Chevreuse (1685-1690) puis duc-pair de Luynes (1690-1712).
4. Charles Philippe d'Albert (1695-1758), duc-pair de Luynes (1712-1758).
5. Charles Louis d'Albert (1717-1771), duc-pair de Luynes (1758-1771).
6. Louis Charles d'Albert (1748-1807), duc-pair de Luynes (1771-1790).

Bellegarde : duché-pairie en 1619, 1 titulaire.
1. Roger de Saint-Lary (1562-1646), duc-pair de Bellegarde (1619-1646).

Candale : duché-pairie en 1621, 1 titulaire.
1. Henri de Nogaret (1591-1639), duc-pair de Candale (1621-1639).

Chaulnes : duché-pairie en 1621, 7 titulaires.
1. Honoré d'Albert d'Ailly (1581-1649), duc-pair de Chaulnes (1621-1649).
2. Henri Louis d'Albert d'Ailly (1621-1653), duc-pair de Chaulnes (1649-1653).
3. Charles d'Albert d'Ailly (1625-1698), duc-pair de Chaulnes (1653-1698).
4. Louis Auguste d'Albert (1676-1744), duc-pair de Chaulnes (1711-1729).
5. Charles François d'Albert (1707-1731), pair avec le titre d'attente de duc de Picquigny (1729-1731).
6. Michel Ferdinand d'Albert (1714-1769), pair avec le titre d'attente de duc de Picquigny (1731-1744) puis duc-pair de Chaulnes (1744-1769).
7. Joseph Louis d'Albert (1741-1792), duc-pair de Chaulnes (1769-1790).

La Roche-Guyon : duché-pairie en 1621, 2 titulaires.
1. François de Silly (1586-1628), duc-pair de La Roche-Guyon (1621-1628).
2. Roger du Plessis-Liancourt (1598-1674), duc-pair de La Roche-Guyon (1643-1674).

La Rochefoucauld : duché-pairie en 1622, 6 titulaires.
1. François V de La Rochefoucauld (1588-1650), duc-pair de La Rochefoucauld (1622-1650).
2. François VI de La Rochefoucauld (1613-1680), duc-pair de La Rochefoucauld et écrivain (1650-1671).
3. François VII de La Rochefoucauld (1634-1714), duc-pair de La Rochefoucauld (1671-1713).
4. François VIII de La Rochefoucauld (1663-1728), duc-pair de La Rochefoucauld (1713-1728).
5. Alexandre de La Rochefoucauld (1690-1762), duc-pair de La Rochefoucauld (1728-1762).
6. Louis Alexandre de La Rochefoucauld (1743-1792), duc-pair de La Rochefoucauld (1762-1790).

La Valette : duché-pairie en 1622, 2 titulaires.
1. Bernard de Nogaret (1592-1661), duc-pair de La Valette (1622-1649 et 1658-1661) et d'Épernon.
2. Louis Charles de Nogaret (1627-1658), duc-pair de La Valette (1649-1658).

Frontenay : duché-pairie en 1626, 1 titulaire.
1. Benjamin de Rohan (1585-1642), duc-pair de Frontenay (1626-1642).

Richelieu : duché-pairie en 1631, 4 titulaires.
1. Armand Jean du Plessis (1585-1642), duc-pair de Richelieu (1631-1642) et de Fronsac, cardinal.
2. Armand Jean de Vignerot du Plessis (1629-1718), duc-pair de Richelieu (1642-1715) et de Fronsac.
3. Louis Armand de Vignerot du Plessis (1696-1788), duc-pair de Richelieu (1715-1788) et de Fronsac.
4. Louis Antoine de Vignerot du Plessis (1736-1791), duc-pair de Richelieu (1788-1790).

Puylaurens : duché-pairie en 1634, 1 titulaire.
1. Antoine de L'Age (1602-1635), duc-pair de Puylaurens (1634-1635).

Saint-Simon : duché-pairie en 1635, 4 titulaires.
1. Claude de Rouvroy (1607-1693), duc-pair de Saint-Simon (1635-1693).
2. Louis de Rouvroy (1675-1755), duc-pair de Saint-Simon et écrivain (1693-1723 et 1754-1755).
3. Jacques Louis de Rouvroy (1698-1746), pair avec le titre d'attente de duc de Ruffec (1723-1746).
4. Armand Jean de Rouvroy (1699-1754), pair avec le titre d'attente de duc de Ruffec (1746-1754).

La Force : duché-pairie en 1637, 7 titulaires.
1. Jacques Nompar de Caumont (1558-1652), duc-pair de La Force (1637-1652).
2. Armand Nompar de Caumont (1580-1675), duc-pair de La Force (1652-1675).
3. Henri Nompar de Caumont (1582-1678), duc-pair de La Force (1675-1678).
4. Jacques Nompar de Caumont (1632-1699), duc-pair de La Force (1678-1698).
5. Henri Jacques de Caumont (1675-1726), pair avec le titre d'attente de duc de Caumont (1698-1699) puis duc-pair de La Force (1699-1726).
6. Armand Nompar de Caumont (1679-1764), duc-pair de La Force (1726-1730 et 1755-1764).
7. Jacques Nompar de Caumont (1714-1755), pair avec le titre d'attente de duc de Caumont (1730-1755).

Valentinois : duché-pairie en 1642, 7 titulaires
- - 1) César Borgia en 1498
  - 2) Honoré II de Monaco (1597-1662), duc-pair de Valentinois (1642-1659).

1. Louis Ier de Monaco (1642-1701), duc-pair de Valentinois (1659-1701).
2. Antoine Ier de Monaco (1661-1731), duc-pair de Valentinois (1701-1715).
3. Jacques de Goyon-Matignon (1689-1751), duc-pair de Valentinois (1715-1751).
4. Honoré III de Monaco (1720-1795), duc-pair de Valentinois (1751-1777).
5. Honoré IV de Monaco (1759-1818), duc-pair de Valentinois (1777-1790).

Gramont : duché-pairie en 1643, 7 titulaires.
1. Antoine II de Gramont (1572-1644), duc-pair de Gramont (1643-1644).
2. Antoine III de Gramont (1604-1678), duc-pair de Gramont (1648-1678).
3. Antoine IV Charles de Gramont (1640-1720) duc-pair de Gramont (1678-1695).
4. Antoine V de Gramont (1672-1725), pair avec le titre d'attente de duc de Guiche (1695-1713), duc de Gramont en 1720.
5. Antoine Armand de Gramont (1688-1741), pair avec les titres d'attente de duc de Louvigny (1713-1720) puis de Guiche (1720-1725) puis duc-pair de Gramont (1725-1741).
6. Louis Antoine de Gramont (1689-1745), duc-pair de Gramont (1741-1745).
7. Antoine Antonin de Gramont (1722-1801), duc-pair de Gramont (1745-1790).

Coligny : duché-pairie en 1643, 2 titulaires.
1. Gaspard III de Coligny (1584-1646), duc-pair de Coligny (1643-1646).
2. Gaspard IV de Coligny (1620-1649), duc-pair de Coligny (1648-1649).

Châtillon/Loing : duché-pairie en 1646, 1 titulaire.
1. Gaspard IV de Coligny (1620-1649), duc-pair de Châtillon (1646-1648) puis de Coligny.

Estrées : duché-pairie en 1648, 5 titulaires.
1. François Annibal Ier d'Estrées (1573-1670), duc-pair d'Estrées (1648-1670).
2. François Annibal II d'Estrées (1623-1687), duc-pair d'Estrées (1670-1687).
3. François Annibal III d'Estrées (1648-1698), duc-pair d'Estrées (1687-1698).
4. Louis Armand d'Estrées (1682-1723), duc-pair d'Estrées (1698-1723).
5. Victor Marie d'Estrées (1660-1737), duc-pair d'Estrées (1723-1737).

Tresmes/Gesvres : duché-pairie en 1648, 6 titulaires.
1. René Potier (1579-1670), duc-pair de Tresmes (1648-1669).
2. Léon Potier (1620-1704), duc-pair de Tresmes puis de Gesvres (1669-1703).
3. François Bernard Potier (1655-1739), duc-pair de Gesvres (1703-1722).
4. François Joachim Potier (1692-1757), duc-pair de Gesvres (1722-1757).
5. Léon Louis Potier (1695-1774), duc-pair de Gesvres (1757-1774).
6. Louis Joachim Potier (1733-1794), duc-pair de Gesvres (1774-1790).

Arpajon : duché-pairie en 1650, 1 titulaire.
1. Louis d'Arpajon (1590-1679), duc-pair d'Arpajon (1650-1679).

Lavedan : duché-pairie en 1650, 2 titulaires.
1. Philippe de Montaut-Navailles (1579-1654), duc-pair de Lavedan (1650-1654).
2. Philippe de Montaut-Navailles (1619-1684), duc-pair de Lavedan (1654-1660) puis de Montaut.

Mortemart : duché-pairie en 1650, 10 titulaires.
1. Gabriel de Rochechouart (1600-1675), duc-pair de Mortemart (1650-1674).
2. Louis-Victor de Rochechouart (1636-1688), duc-pair de Mortemart (1674-1679).
3. Louis de Rochechouart (1663-1688), duc-pair de Mortemart (1679-1688).
4. Louis de Rochechouart (1681-1746), duc-pair de Mortemart (1688-1730 et 1743-1746).
5. Paul Louis de Rochechouart (1711-1731), duc-pair de Mortemart (1730-1731).
6. Charles-Auguste de Rochechouart (1714-1743), duc-pair de Mortemart (1732-1743).
7. Louis François de Rochechouart (1739-1743), duc-pair de Mortemart (1743).
8. Jean-Baptiste de Rochechouart (1682-1757), duc-pair de Mortemart (1746-1753).
9. Jean Victor de Rochechouart (1712-1771), pair avec le titre d'attente de duc de Rochechouart (1753-1757) puis duc-pair de Mortemart (1757-1771).
10. Jean-Baptiste de Rochechouart (1752-1812), duc-pair de Mortemart (1771-1790).

Noirmoutier : duché-pairie en 1650, 1 titulaire
1. Louis de La Trémoïlle (1612-1666), duc-pair de Noirmoutier (1650-1666).

Vitry : duché-pairie en 1650, 1 titulaire.
1. François Marie de L'Hospital (1618-1679), duc-pair de Vitry (1650-1679).

La Vieuville : duché-pairie en 1651, 2 titulaires.
1. Charles de La Vieuville (1582-1653), duc-pair de La Vieuville (1651-1653).
2. Charles de La Vieuville (1619-1689), duc-pair de La Vieuville (1653-1689).

Rosnay : duché-pairie en 1651, 1 titulaire.
1. François de L'Hospital (1583-1660), duc-pair de Rosnay (1651-1660).

Villemor : duché-pairie en 1651, 1 titulaire.
1. Pierre Séguier (1588-1672), duc-pair de Villemor (1651-1663).

Villeroy : duché-pairie en 1651, 5 titulaires.
1. Nicolas de Neufville (1598-1685), duc-pair de Villeroy (1651-1675).
2. François de Neufville (1644-1730), duc-pair de Villeroy (1675-1694).
3. Nicolas Louis de Neufville (1663-1734), duc-pair de Villeroy (1694-1722).
4. Louis François de Neufville (1695-1766), pair avec le titre d'attente de duc de Retz (1722-1734) puis duc-pair de Villeroy (1734-1766).
5. Gabriel Louis de Neufville (1731-1794), duc-pair de Villeroy (1766-1790).

Bournonville : duché-pairie en 1652, 1 titulaire.
1. Ambroise-François de Bournonville (1619-1693), duc-pair de Bournonville (1652-1693).

Cardone : duché-pairie en 1652, 1 titulaire.
1. Philippe de La Mothe-Houdancourt (1605-1657), duc-pair de Cardone (1652-1653) puis de Fayel.

Créquy : duché-pairie en 1652, 1 titulaire.
1. Charles de Bonne de Blanchefort (1623-1687), duc-pair de Créquy (1652-1687).

Orval : duché-pairie en 1652, 1 titulaire.
1. François de Béthune (1599-1678), duc-pair d'Orval (1652-1678).

Roquelaure : duché-pairie en 1652, 2 titulaires.
1. Gaston de Roquelaure (1614-1683), duc-pair de Roquelaure (1652-1683).
2. Gaston Antoine de Roquelaure (1656-1738), duc-pair de Roquelaure (1683-1738).

Verneuil : duché-pairie en 1652, 1 titulaire.
1. Henri de Bourbon (1601-1682), duc-pair de Verneuil (1652-1682).

Villars-Brancas : duché-pairie en 1652, 5 titulaires.
1. Georges de Brancas (1568-1657), duc-pair de Villars-Brancas (1652-1657).
2. Louis François de Brancas (mort en 1679), duc-pair de Villars-Brancas (1657-1679).
3. Louis de Brancas (1663-1739), duc-pair de Villars-Brancas (1679-1709).
4. Louis Antoine de Brancas (1682-1760), duc-pair de Villars-Brancas (1709-1731).
5. Louis de Brancas (1714-1794), pair avec le titre d'attente de duc de Lauraguais (1731-1760) puis duc-pair de Villars-Brancas (1760-1790).

Fayel (Le Fayel) : duché-pairie en 1653, 1 titulaire.
1. Philippe de La Mothe-Houdancourt (1605-1657), duc-pair de Fayel (1653-1657).

La Guiche : duché-pairie en 1653, 2 titulaires.
1. Louis Emmanuel de Valois (1596-1653), duc-pair de La Guiche (1653).
2. Louis de Lorraine (1622-1654), duc-pair de La Guiche (1653-1654) et de Joyeuse.

Montaut : duché-pairie en 1660, 1 titulaire.
1. Philippe de Montaut-Navailles (1619-1684), duc-pair de Montaut (1660-1684).

Randan : duché-pairie en 1661, 3 titulaires.
1. Marie-Catherine de La Rochefoucauld (1588-1677), duchesse-pair de Randan (1661-1662).
2. Jean-Baptiste Gaston de Foix (1638-1665), duc-pair de Randan (1662-1665).
3. Henri François de Foix (1639-1714), duc-pair de Randan (1666-1714).

La Meilleraye : duché-pairie en 1663, 4 titulaires.
1. Charles de La Porte (1602-1664), duc-pair de La Meilleraye (1663-1664).
2. Armand Charles de La Porte (1632-1713), duc-pair de La Meilleraye (1664-1700) et de Rethel-Mazarin.
3. Paul Jules de La Porte-Mazarin (1666-1731), duc-pair de La Meilleraye (1700-1729) et de Rethel-Mazarin.
4. Guy Paul Jules de La Porte-Mazarin (1701-1738), duc-pair de La Meillaraye (1729-1738) et de Rethel-Mazarin.

Saint-Aignan : duché-pairie en 1663, 7 titulaires.
1. François Honorat de Beauvillier (1607-1687), duc-pair de Saint-Aignan (1663-1679).
2. Paul de Beauvillier (1648-1714), pair avec le titre d'attente de duc de Beauvillier (1679-1687) puis duc-pair de Saint-Aignan (1679-1706).
3. Paul Hippolyte de Beauvillier (1684-1776), duc-pair de Saint-Aignan (1706-1738).
4. Paul François de Beauvillier (1710-1742), pair avec le titre d'attente de duc de Beauvillier (1738-1742).
5. Paul Louis de Beauvillier (1711-1757), pair avec le titre d'attente de duc de Beauvillier (1742-1757).
6. Paul Étienne de Beauvillier (1745-1771), pair avec le titre d'attente de duc de Beauvillier (1757-1771).
7. Paul de Beauvillier (1766-1794), pair avec le titre d'attente de duc de Beauvillier (1771-1776) puis duc-pair de Saint-Aignan (1776-1790).

Noailles : duché-pairie en 1663, 4 titulaires.
1. Anne de Noailles (1615-1678), duc-pair de Noailles (1663-1677).
2. Anne-Jules de Noailles (1650-1708), pair avec le titre d'attente de duc d'Ayen (1677-1678) puis duc-pair de Noailles (1678-1704).
3. Adrien Maurice de Noailles (1678-1766), duc-pair de Noailles (1704-1766).
4. Louis de Noailles (1713-1793), duc-pair de Noailles (1766-1790).

Coislin : duché-pairie en 1663, 3 titulaires.
1. Armand du Cambout (1635-1702), duc-pair de Coislin (1663-1702).
2. Pierre du Cambout (1663-1710), duc-pair de Coislin (1702-1710).
3. Henri Charles du Cambout (1664-1732), duc-pair de Coislin (1710-1732).

Montausier : duché-pairie en 1664, 1 titulaire.
1. Charles de Sainte-Maure (1610-1690), duc-pair de Montausier (1664-1690).

Choiseul : duché-pairie en 1665, 5 titulaires.
1. César de Choiseul (1598-1675), duc-pair de Choiseul (1665-1675).
2. César Auguste de Choiseul (1664-1684), duc-pair de Choiseul (1675-1684).
3. César Auguste de Choiseul (1637-1705), duc-pair de Choiseul (1684-1705).
4. Étienne François de Choiseul (1719-1785), duc-pair de Choiseul (1758-1785).
5. Claude Gabriel de Choiseul (1760-1838), duc-pair de Choiseul (1787-1790).

Aumont : duché-pairie en 1665, 6 titulaires.
1. Antoine d'Aumont de Rochebaron (1601-1669), duc-pair d'Aumont (1665-1669).
2. Louis-Victor d'Aumont de Rochebaron (1632-1704), duc-pair d'Aumont (1669-1704).
3. Louis d'Aumont de Rochebaron (1666-1723), duc-pair d'Aumont (1704-1722).
4. Louis Marie d'Aumont de Rochebaron (1691-1723), pair avec le titre d'attente de duc de Villequier (1722-1723) puis duc-pair d'Aumont (1723).
5. Louis-Augustin d'Aumont de Rochebaron (1709-1782), duc-pair d'Aumont (1723-1782).
6. Louis Guy d'Aumont de Rochebaron (1732-1799), duc-pair d'Aumont (1782-1790).

La Ferté-Senneterre (Saint-Nectaire) : duché-pairie en 1665, 2 titulaires.
1. Henri de Senneterre (v.1600-1681), duc-pair de La Ferté-Senneterre (1665-1678).
2. Henri François de Senneterre (1657-1703), duc-pair de La Ferté-Senneterre (1678-1703).

La Vallière : duché-pairie en 1667, 5 titulaires.
1. Louise Françoise de La Baume Le Blanc (1644-1710), duchesse-pair de La Vallière (1667-1675).
2. Marie-Anne de Bourbon (1666-1739), duchesse-pair de La Vallière (1675-1723).
3. Louis Armand Ier de Bourbon-Conti (1661-1685), duc-pair de La Vallière (1680-1685).
4. Charles François de La Baume Le Blanc (1670-1739), duc-pair de La Vallière (1723-1732).
5. Louis César de La Baume Le Blanc (1708-1780), duc-pair de La Vallière (1732-1780).

Duras : duché-pairie en 1668, 3 titulaires.
1. Jacques Henri de Durfort (1625-1704), duc-pair de Duras (1668-1704).
2. Emmanuel Félicité de Durfort (1715-1789), pair avec le titre d'attente de duc de Durfort (1755-1770) puis duc-pair de Duras (1770-1789).
3. Emmanuel Céleste de Durfort (1741-1800), duc-pair de Duras (1789-1790).

Charost : duché-pairie en 1672, 6 titulaires.
1. Louis de Béthune (1605-1681), duc-pair de Charost (1672-1681).
2. Louis Armand de Béthune (1641-1717), duc-pair de Charost (1681-1695).
3. Armand de Béthune (1662-1747), duc-pair de Charost (1695-1724).
4. Paul François de Béthune (1682-1759), duc-pair de Charost (1724-1737).
5. François Joseph de Béthune (1719-1739), pair avec le titre d'attente de duc d'Ancenis (1737-1739).
6. Armand Joseph de Béthune (1738-1800), pair avec le titre d'attente de duc d'Ancenis (1739-1759) puis duc-pair de Charost (1759-1790).

Le Lude : duché-pairie en 1675, 1 titulaire.
1. Henri de Daillon (1623-1685), duc-pair du Lude (1675-1685).

Aubigny : duché-pairie en 1684, 3 titulaires.
1. Charles Lennox de Richemond (1672-1723), duc-pair d'Aubigny (1684-1723).
2. Louise Renée de Penancoët de Kéroualle (1649-1734), duchesse-pair d'Aubigny (1684-1734).
3. Charles Lennox de Richemond (1734-1806), duc-pair d'Aubigny (1777-1790).

### XVIIIesiècle
Châteauvillain : duché-pairie en 1703, 2 titulaires.
1. Louis-Alexandre de Bourbon (1678-1737), duc-pair de Châteauvillain (1703-1737) et de Penthièvre.
2. Louis-Jean-Marie de Bourbon (1725-1793), duc-pair de Châteauvillain (1737-1790) et de Penthièvre.

Boufflers : duché-pairie en 1708, 3 titulaires.
1. Louis François de Boufflers (1644-1711), duc-pair de Boufflers (1708-1711).
2. Joseph Marie de Boufflers (1706-1747), duc-pair de Boufflers (1711-1747).
3. Charles-Joseph de Boufflers (1731-1751), duc-pair de Boufflers (1747-1751).

Villars : duché-pairie en 1709, 2 titulaires.
1. Claude Louis Hector de Villars (1653-1734), duc-pair de Villars (1709-1734).
2. Honoré-Armand de Villars (1702-1770), duc-pair de Villars (1734-1770).

Harcourt : duché-pairie en 1709, 5 titulaires.
1. Henri d'Harcourt (1654-1718), duc-pair d'Harcourt (1709-1718).
2. François d'Harcourt (1689-1750), duc-pair d'Harcourt (1718-1750).
3. Louis-Abraham d'Harcourt (1694-1750), duc-pair d'Harcourt (1750).
4. Anne-Pierre d'Harcourt (1701-1783), duc-pair d'Harcourt (1750-1783).
5. François-Henri d'Harcourt (1726-1802), duc-pair d'Harcourt (1783-1790).

Fitz-James : duché-pairie en 1710, 5 titulaires.
1. Jacques Stuart-Fitz-James (1670-1734), duc-pair de Fitz-James (1710-1720 et 1721-1734).
2. Jacques Fitz-James (1702-1721), duc-pair de Fitz-James (1720-1721).
3. François Fitz-James (1709-1764), duc-pair de Fitz-James (1734-1736).
4. Charles Fitz-James (1712-1787), duc-pair de Fitz-James (1736-1769).
5. Jacques Fitz-James (1743-1805), duc-pair de Fitz-James (1769-1790).

Antin : duché-pairie en 1711, 3 titulaires.
1. Louis-Antoine de Pardaillan (1707-1743), duc-pair d'Antin (1711-1722).
2. Louis de Pardaillan (1707-1743), pair avec le titre d'attente de duc d'Epernon (1722-1743) puis duc-pair d'Antin (1743).
3. Louis de Pardaillan (1727-1757), duc-pair d'Antin (1743-1757).

Rambouillet : duché-pairie en 1711, 2 titulaires.
1. Louis-Alexandre de Bourbon (1678-1737), duc-pair de Rambouillet (1711-1737) et de Penthièvre.
2. Louis-Jean-Marie de Bourbon (1725-1793), duc-pair de Rambouillet (1737-1783) et de Penthièvre.

Rohan-Rohan : duché-pairie en 1714, 2 titulaires.
1. Hercule-Mériadec de Rohan-Soubise (1669-1749), duc-pair de Rohan-Rohan (1714-1749).
2. Charles de Rohan-Soubise (1715-1787), duc-pair de Rohan-Rohan (1749-1787).

Hostun : duché-pairie en 1715, 2 titulaires.
1. Marie-Joseph d'Hostun (1684-1755), duc-pair d'Hostun (1715-1732 et 1739-1755).
2. Louis-Charles d'Hostun (1716-1739), duc-pair d'Hostun (1732-1739).

Lévis : duché-pairie en 1723, 1 titulaire.
1. Charles-Eugène de Lévis-Charlus (1669-1734), duc-pair de Lévis (1723-1734).

Châtillon : duché-pairie en 1736, 2 titulaires.
1. Alexis de Châtillon (1690-1754), duc-pair de Châtillon (1736-1754).
2. Louis-Gaucher de Châtillon (1737-1762), duc-pair de Châtillon (1754-1762).

Fleury : duché-pairie en 1736, 3 titulaires.
1. Jean-Hercule de Rosset (1683-1748), duc-pair de Fleury (1736).
2. André-Hercule de Rosset (1715-1788), duc-pair de Fleury (1736-1788).
3. André-Hercule de Rosset (1770-1810), duc-pair de Fleury (1788-1790).

Gisors : duché-pairie en 1748, 2 titulaires.
1. Charles-Louis Fouquet de Belle-Isle (1684-1761), duc-pair de Gisors (1748-1761).
2. Louis-Jean-Marie de Bourbon (1725-1793), duc-pair de Gisors (1776-1790).

Taillebourg : duché-pairie en 1749, 1 titulaire.
1. Louis-Stanislas de La Trémoïlle (1734-1749), duc-pair de Taillebourg (1749).

La Vauguyon : duché-pairie en 1758, 2 titulaires.
1. Paul-Jacques de Quelen de Stuer de Caussade (1706-1772), duc-pair de La Vauguyon (1758-1772).
2. Paul-François de Quelen de Stuer de Caussade (1746-1828), duc-pair de La Vauguyon (1772-1790).

Praslin : duché-pairie en 1762, 2 titulaires.
1. César Gabriel de Choiseul-Praslin (1712-1785), duc-pair de Praslin (1762-1785).
2. Renaud-Louis de Choiseul-Praslin (1735-1791), duc-pair de Praslin (1785-1790).

Brunoy : duché-pairie en 1777, 2 titulaires.
1. Louis de France (1755-1824), duc-pair de Brunoy (1777-1790) et d'Anjou puis roi (Louis XVIII) de France.
2. Marie-Josèphe de Savoie (1753-1810), duchesse-pair de Brunoy (1777-1790).

Louvois : duché-pairie en 1777, 2 titulaires.
1. Sophie de France (1734-1782), duchesse-pair de Louvois (1777-1782).
2. Marie-Adélaïde de France (1732-1800), duchesse-pair de Louvois (1777-1800).

Amboise : duché-pairie en 1787, 1 titulaire.
1. Louis-Jean-Marie de Bourbon (1725-1793), duc-pair d'Amboise (1787-1790) et de Penthièvre.

Coigny : duché-pairie en 1787, 1 titulaire.
1. François Henri de Franquetot (1737-1821), duc-pair de Coigny (1787-1790).

## Pairs nés
Catégorie de pairie personnelle, instituée en 1576 pour les princes du sang de France. Ils leur fallait néanmoins avoir atteint, pour ce type de pairie de France, l'âge de 15 ans, pour pouvoir être admis à siéger parmi les autres pairs du royaume.
Les princes du sang qui ont effectivement siégé au titre de pairs nés, ayant atteint leurs 15 ans, furent les suivants, aux dates indiquées :
- 1576-1582 : Louis II de Bourbon-Montpensier (1513-1582), prince du sang, aussi duc-pair de Montpensier ;
- 1576-1588 : Henri Ier de Bourbon-Condé (1552-1588), prince du sang, prince de Condé ;
- 1576-1589 : Henri III (1553-1610), roi de Navarre, aussi duc-pair de Vendôme, prince du sang puis roi (Henri IV) de France ;
- 1576-1590 : cardinal Charles de Bourbon (1523-1590), prince du sang, aussi duc-pair de Graville ;
- 1576-1592 : François de Bourbon-Montpensier (1542-1592), prince du sang, aussi duc-pair de Montpensier ;
- 1576-1614 : François de Bourbon-Conti (1558-1614), prince du sang, prince de Conti ;
- 1577-1594 : cardinal Charles de Bourbon-Condé (1562-1594), prince du sang ;
- 1581-1612 : Charles de Bourbon (1566-1612), prince du sang, aussi comte-pair de Soissons ;
- 1588-1608 : Henri de Bourbon-Montpensier (1573-1608), prince du sang, aussi duc-pair de Montpensier ;
- 1603-1646 : Henri II de Bourbon-Condé (1588-1646), prince du sang, prince de Condé, aussi duc-pair de Montmorency et d'Albret ;
- 1619-1641 : Louis de Bourbon (1604-1641), prince du sang, aussi comte-pair de Soissons ;
- 1636-1686 : Louis II de Bourbon-Condé (1621-1686), prince du sang, prince de Condé, aussi duc de Bourbon et d'Albret ;
- 1644-1666 : Armand de Bourbon-Conti (1629-1666), prince du sang, prince de Conti ;
- 1658-1709 : Henri Jules de Bourbon-Condé (1643-1709), prince du sang, prince de Condé, aussi duc-pair de Guise et de Montmorency ;
- 1676-1685 : Louis Armand Ier de Bourbon-Conti (1661-1685), prince du sang, prince de Conti, aussi duc-pair de La Vallière ;
- 1679-1709 : François Louis de Bourbon-Conti (1664-1709), prince du sang, prince de Conti ;
- 1683-1710 : Louis III de Bourbon-Condé (1668-1710), prince du sang, prince de Condé, aussi duc-pair de Bourbon et de Guise ;
- 1707-1740 : Henri Jules de Bourbon-Condé (1692-1740), prince du sang, prince de Condé, aussi duc-pair de Bourbon et de Guise ;
- 1711-1727 : Louis-Armand II de Bourbon-Conti (1696-1727), prince du sang, prince de Conti, aussi duc-pair de Mercœur ;
- 1715-1760 : Charles de Bourbon-Condé (1700-1760), prince du sang, comte de Charolais ;
- 1718-1752 : Louis III d'Orléans (1703-1752), prince du sang, aussi duc-pair d'Orléans ;
- 1724-1771 : Louis de Bourbon-Condé (1709-1771), prince du sang, comte de Clermont, aussi-duc-pair de Châteauroux ;
- 1732-1776 : Louis François Ier de Bourbon-Conti (1717-1776), prince du sang, prince de Conti, aussi duc-pair de Mercœur ;
- 1740-1785 : Louis Philippe Ier d'Orléans (1725-1785), prince du sang, aussi duc-pair d'Orléans ;
- 1749-1790 : Louis François II de Bourbon-Conti (1734-1814), prince du sang, prince de Conti ;
- 1751-1790 : Louis Joseph de Bourbon-Condé (1736-1818), prince du sang, prince de Condé, aussi duc-pair de Bourbon et de Guise ;
- 1762-1790 : Louis Philippe Joseph d'Orléans (1747-1793), prince du sang, aussi duc-pair d'Orléans ;
- 1771-1790 : Louis Henri Joseph de Bourbon-Condé (1756-1830), prince du sang, duc de Bourbon, prince de Condé en 1818 ;
- 1787-1790 : Louis Antoine Henri de Bourbon-Condé (1772-1804), prince du sang, duc d'Enghien ;
- 1788-1790 : Louis Philippe II d'Orléans (1773-1850), prince du sang, duc de Chartres, duc d'Orléans en 1814 puis roi (Louis-Philippe Ier) des Français.

### Pairs de la famille royale
Étaient aussi pairs de France, les fils de France et les petits-fils de France ayant reçu une pairie en apanage. Ils furent les suivants, aux dates indiquées :
- 1566-1584 : François de France (1554-1584), fils de France, aussi duc-pair d'Anjou et d'Alençon ;
- 1626-1660 : Gaston de France (1608-1660), fils de France, aussi duc-pair d'Orléans ;
- 1661-1701 : Philippe de France (1640-1701), fils de France, aussi duc-pair d'Orléans ;
- 1701-1723 : Philippe d'Orléans (1674-1723), petit-fils de France, aussi duc-pair d'Orléans ;
- 1710-1714 : Charles de France (1686-1714), fils de France, duc de Berry, aussi duc-pair d'Angoulême et d'Alençon ;
- 1771-1790 : Louis Stanislas Xavier de France (1755-1824), fils de France, comte de Provence, aussi duc-pair d'Anjou et d'Alençon puis roi (Louis XVIII) de France ;
- 1773-1790 : Charles Philippe de France (1757-1836), fils de France, comte d'Artois, aussi duc-pair d'Angoulême et de Berry puis roi (Charles X) de France.

## Représentants à l'époque actuelle de duchés pairies sous l'Ancien régime
La Révolution française supprima en même temps les 55 pairies d'Ancien Régime.
Tenant compte des modalités compliquées de transmission de certaines pairies (exclusivement en transmission masculine, aux femmes à défaut d'héritier masculin, aux héritiers sans précision de sexe, à titre viager et non transmissible), Raoul de Warren dans Les pairs de France sous l'ancien régime écrit en 1958 qu'à titre indicatif, on peut signaler 15 pairies d'Ancien régime, associées à des duchés qui comptent encore un représentant. L'auteur dénombre :
- cinq pairies capétiennes : Orléans, Chartres, Valois, Nemours, Montpensier, qui à elles cinq comptent un seul représentant[5] (de nos jours le prince Jean d'Orléans, les Orléanistes reconnaissant que celui-ci a distribué ces différents duchés aux membres de sa famille)[6] ;
- douze pairies aristocratiques : Uzès, Montbazon, Brissac, Luynes, Gramont, Rohan, Mortemart, Noailles, Harcourt, Fitz-James (éteint depuis en 1967), Praslin, Clermont-Tonnerre, qui comptent chacune un représentant (le titulaire du titre de duc)[5].